# Bienvenue chez les Ch'tis
Pour les articles homonymes, voir Ch'ti.
Vous lisez un « bon article » labellisé en 2008.
Pour plus de détails, voir Fiche technique et Distribution.
Bienvenue chez les Ch'tis est un film français réalisé par Dany Boon, sorti le 20 février 2008 dans le Nord-Pas-de-Calais et dans quelques salles de la Somme, le 27 février dans le reste de la France, en Belgique et en Suisse, un jour après au Luxembourg, et le 25 juillet au Canada.
Deuxième long métrage réalisé par l'humoriste français Dany Boon après La Maison du bonheur (2006), le film raconte les aventures de Philippe Abrams, directeur d'une agence de La Poste dans le Sud de la France qui, par mesure disciplinaire, est muté pour une durée de deux ans à Bergues, dans le Nord-Pas-de-Calais. Pour la première fois, Kad Merad occupe seul le rôle principal d'un film, notamment après plusieurs films de son duo Kad et Olivier.
Bienvenue chez les Ch’tis a rencontré un immense succès auprès du public : à la surprise de ses protagonistes, il a dépassé le nombre d'entrées réalisées par La Grande Vadrouille (1966) et est alors devenu, avec 20 489 303 entrées, le meilleur résultat d'un film français au box-office national, et le deuxième au total, juste derrière Titanic (1997) et les 20 758 841 entrées de son exploitation initiale.
En 2009, le film a été nommé au César du meilleur scénario original.

## Synopsis

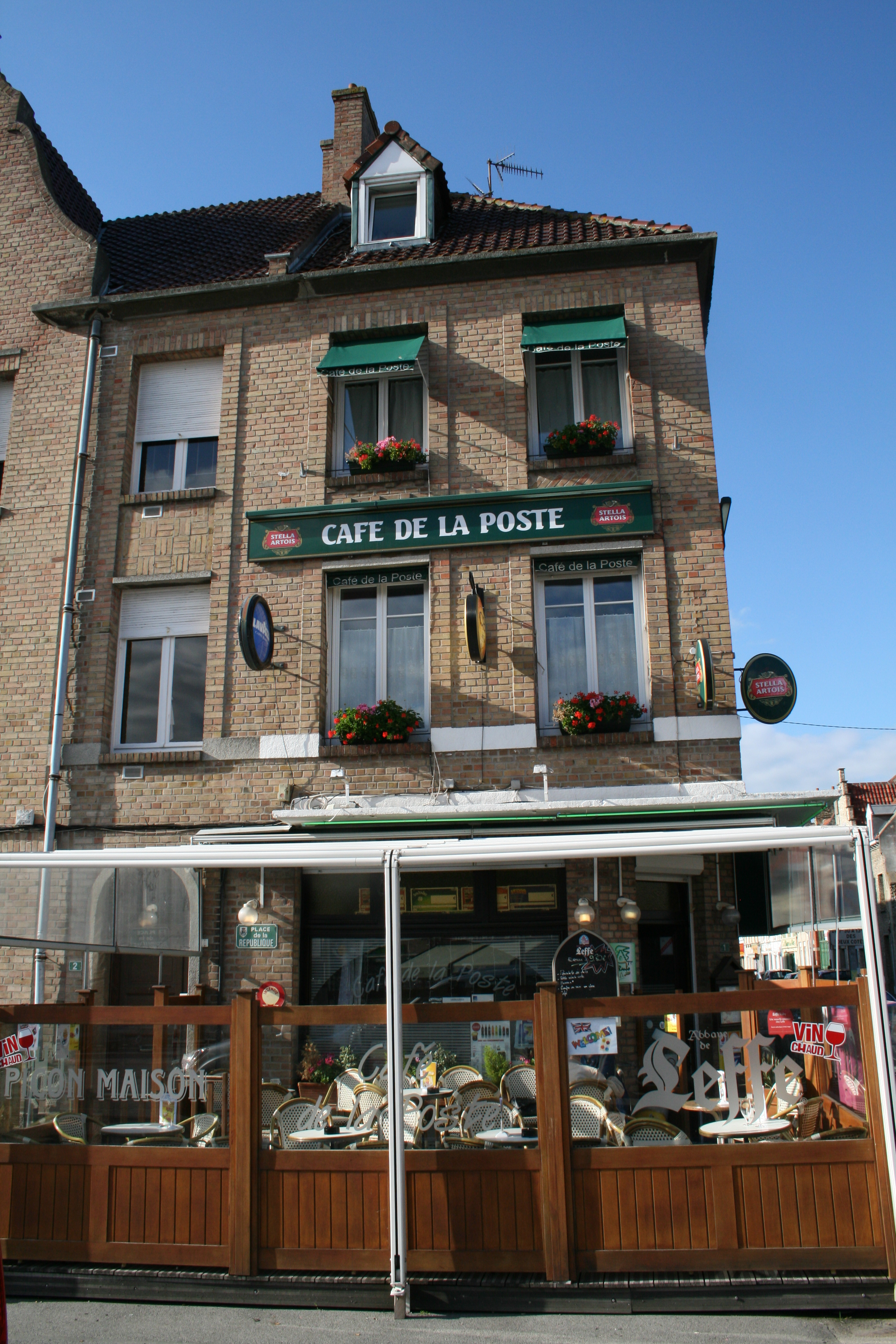
Le Café de la Poste (Café de la Porte dans le film), que Philippe emboutit avec son vélo.

Philippe et Julie ne connaissent le Nord qu'à travers les clichés et stéréotypes convenus. Le grand-oncle de Julie, qui, enfant, a vécu dans cette région, la décrit comme une contrée inhospitalière, où règnent un froid polaire et des conditions de vie miséreuses. Philippe quitte le Sud la mort dans l'âme, avec de nombreux a priori négatifs à l'esprit. Ses premiers instants dans le Nord-Pas-de-Calais lui font croire que ces clichés sont bel et bien réels : des trombes d'eau s'abattent sur sa voiture, lorsqu'il franchit le panneau autoroutier indiquant l'entrée dans la région. Dès son frappant premier contact avec Antoine Bailleul, l'un des préposés du bureau, auquel il a été affecté, il a des difficultés à le comprendre, du fait de son accent et des expressions picardes qu'il utilise. Antoine l'héberge provisoirement chez sa mère, envahissante et autoritaire, avec qui il vit. Cependant, après quelques jours, Philippe apprend à connaître ses autres collègues : Annabelle, Fabrice et Yann. Il finit par se lier d'amitié avec Antoine, découvrant finalement une région très hospitalière, de même que la chaleureuse générosité et bonhomie des autochtones.

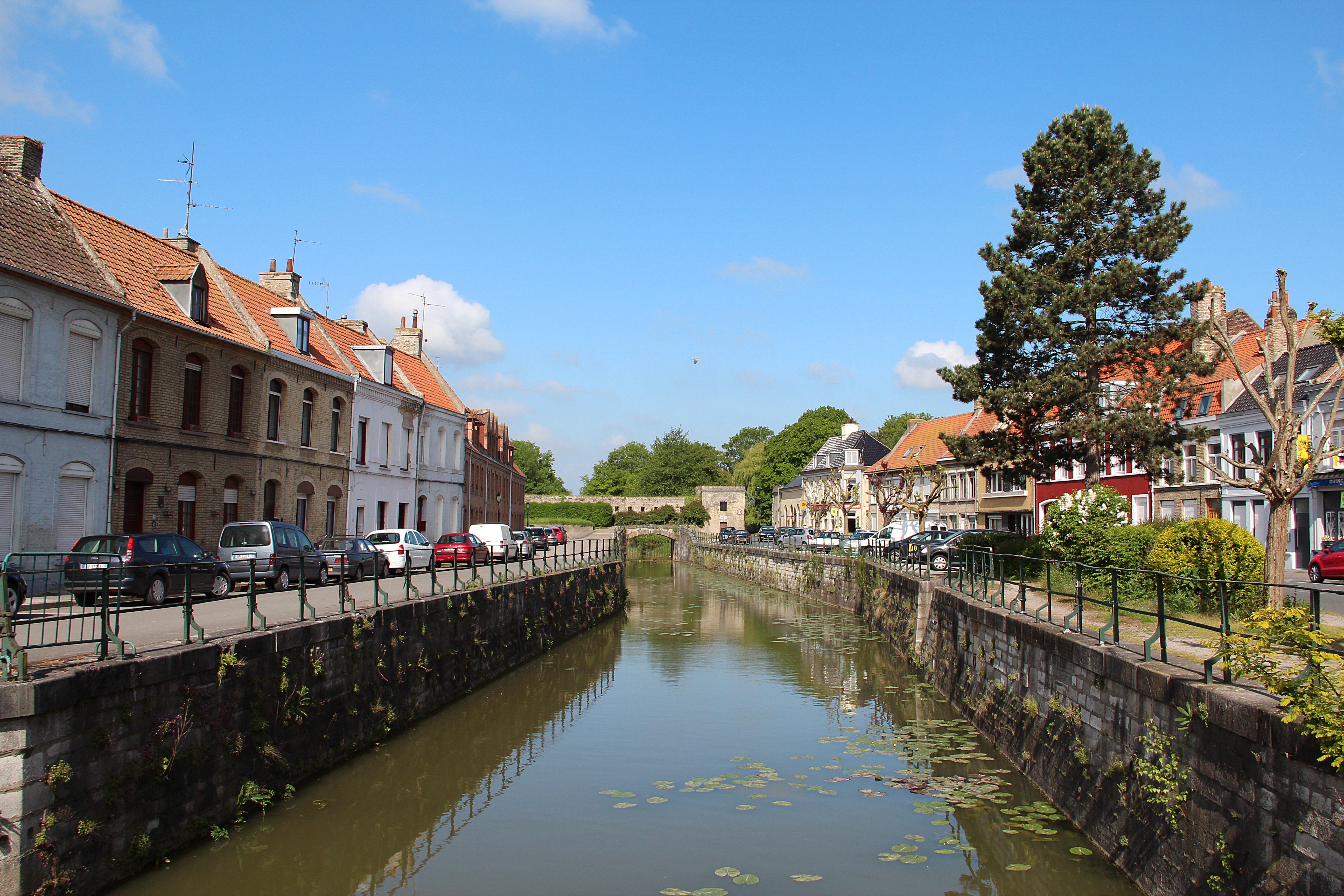
Le canal de la Colme, à Bergues, dans lequel Antoine et Philippe urinent.

Sentant, émotionnellement, sa femme se rapprocher de lui, à cause de la distance, Philippe essaie de rassurer son épouse et lui parle des bons côtés de sa vie dans le Nord. Comme celle-ci ne veut pas le croire, elle se persuade que son mari déprime encore plus, face à leur séparation. Philippe finit donc par lui mentir, pour ne pas la froisser et conserver ce regain d'intérêt envers lui. Rapidement, lorsqu'il est au téléphone avec Julie, Philippe sent bien que de lui cacher la situation réelle rend leur éloignement temporaire positif vis-à-vis de leur relation de couple. Il noircit donc, de plus en plus, le tableau concernant sa nouvelle vie, afin de conserver ce nouveau rapport amoureux, et il cherche à la dissuader de venir s'installer à Bergues. Mais, à force de fausses mauvaises nouvelles, Julie croit son mari si déprimé, qu'elle souhaite sincèrement le rejoindre, pour le soutenir. Ainsi, elle lui annonce qu'elle « monte » lui rendre visite. Craignant de perdre la face, et son amour régénéré avec, Philippe veut la décourager de venir le rejoindre et s'acharne à dépeindre les Ch'tis comme peu raffinés, totalement incultes, des abrutis et des ivrognes, en somme... Philippe prévient honnêtement ses amis-collègues de ses propos disgracieux. Malgré leur déception, par amitié, ils lui font quand même la surprise de venir chercher Julie avec un camion de la Poste, lorsqu'elle débarque à Lille. Ils jouent alors le jeu et improvisent avec elle, exagérément, le comportement rustre et outrancier que Philippe lui avait décrit. Ils l'emmènent dans une ancienne cité minière qu'ils font passer pour Bergues. Avec la complicité des habitants du lieu, ils font ainsi croire à Julie que tous les clichés qu'elle a sur les gens du Nord sont vrais. Lors d'un barbecue, les collègues de Philippe lui donnent l'impression que la nourriture servie est du chat. À table, tous se comportent de manière bruyante, vulgaire et déplacée.
Le lendemain, cherchant à se rendre au bureau de poste, Julie se croyant perdue, apprend que l'endroit où elle se trouve, n'a rien à voir avec Bergues. Elle découvre la supercherie, et, puisque son mari lui a menti depuis le début, vexée, humiliée, elle retourne dans le Sud.
Philippe savait que son couple allait mieux grâce à cette distance, maintenant compromise par son mensonge. Antoine lui fait remarquer que cette situation n'était pas très franche. Philippe lui répond qu'il est mal placé pour lui donner des conseils étant donné que lui-même n'a pas le courage de dire à sa mère ce qu'il pense vraiment d'elle, et qu'elle contrecarre son grand amour pour Annabelle. Après réflexion, Antoine prend rapidement la décision de parler à sa mère et lui annonce qu'il va épouser Annabelle et quitter la maison. Cette nouvelle ravit sa mère qui n'attendait que ce geste de maturité. Elle s'empresse cependant de se rendre au bureau de poste pour annoncer à Annabelle qu'elle leur présente tous ses vœux de bonheur, mais qu'elle devra pourtant accepter une surveillance, visant à s'assurer que son fils et sa future belle-fille soient effectivement heureux.
Avec la complicité de Philippe, Antoine demande Annabelle en mariage, en déployant en haut du beffroi un drap sur lequel est écrit « Annabelle Je t'm épouse moi biloute ». Ils se marient quelque temps après, Philippe et Julie sont invités à la cérémonie. Lorsque Philippe redescend dans le Sud, il refait sa demande amoureuse à Julie et lui propose de revenir vivre avec lui dans le Nord. Trois ans plus tard, Philippe apprend qu'il est de nouveau muté dans le Sud, à Porquerolles dans le Var et qu'il doit alors quitter la région, avec beaucoup de regrets et de pleurs, ainsi que le lui avait prédit Antoine à partir du dicton ch'ti « Quand on vient dans le Nord, on braie (pleure) deux fois : quand on arrive et quand on repart. »

## Fiche technique
Sauf indication contraire, les informations mentionnées dans cette section peuvent être confirmées par la base de données cinématographiques IMDb,  présente dans la section « Liens externes ».
- Titre original : Bienvenue chez les Ch'tis
- Réalisateur : Dany Boon
- Scénario : Dany Boon, Alexandre Charlot et Franck Magnier, avec les dialogues de Alexandre Charlot et Franck Magnier (partiellement inspiré des sketchs du spectacle A s'baraque et en ch'ti[3])
- Musique : Philippe Rombi
- Direction artistique : Elise Leire
- Décors : Alain Veyssier
- Costumes : Florence Sadaune
- Photographie : Pierre Aïm
- Son : Lucien Balibar, François Groult, Franck Desmoulins, Roman Dymny, Damien Guillaume
- Montage : Luc Barnier et Julie Delord
- Production : Claude Berri et Jérôme Seydoux
  - Production déléguée : Éric Hubert et Richard Pezet
  - Production associée : Nathalie Rheims
- Sociétés de production[4] : Pathé Renn Productions et Pathé, en coproduction avec Hirsch Production, Les Productions du Chicon et TF1 Films Production, avec la participation de Canal+, CinéCinéma, du centre régional de ressources audiovisuelles du Nord-Pas-de-Calais (CRRAV), du CNC et de la région Nord-Pas-de-Calais
- Sociétés de distribution[5] : Pathé Distribution (France) ; Alternative Films (Belgique) ; Link Productions Ltd (Québec) ; Pathé Films AG (Suisse romande)
- Budget : 12 547 392 €[6]
- Pays de production :  France
- Langues originales : français, ch'ti
- Format[7] : couleur - 35 mm - 2,35:1 (Cinémascope) - son DTS | Dolby Digital
- Genre : comédie, romance
- Durée : 106 minutes
- Dates de sortie[8] :
  - France : 17 janvier 2008 (Festival international du film de comédie de l'Alpe d'Huez) ; 20 février 2008 (sortie limitée - Nord-Pas-de-Calais)
  - France : 27 février 2008 (sortie nationale)
  - Belgique, Suisse romande : 27 février 2008[9],[10]
  - Québec : 25 juillet 2008[11]
- Classification[12] :
  - France : tous publics (conseillé à partir de 10 ans)[13],[14]
  - Belgique : tous publics (Alle Leeftijden)[9]
  - Québec : tous publics (G - General Rating)[11]
  - Suisse romande : interdit aux moins de 7 ans[15]

## Distribution
Distribution complète

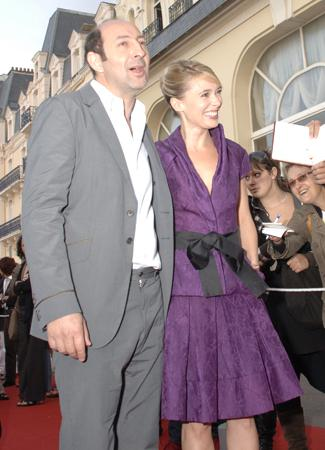
Kad Merad et Anne Marivin

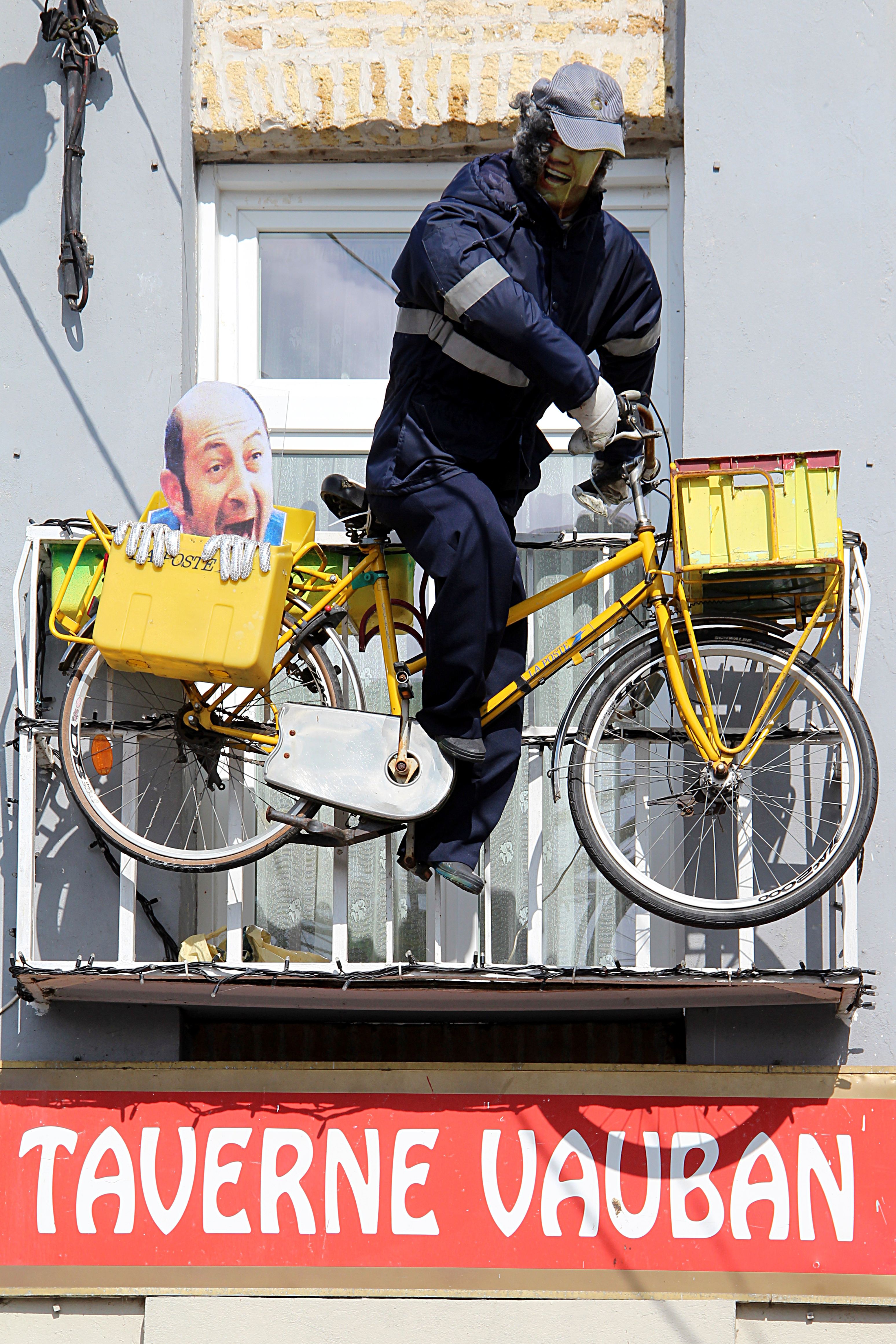
Enseigne de la "Taverne Vauban" faisant référence au film.

- Kad Merad : Philippe Abrams, receveur des Postes
- Dany Boon : Antoine Bailleul, facteur et carillonneur
- Zoé Félix : Julie Abrams, épouse de Philippe
- Anne Marivin : Annabelle Deconninck, responsable du guichet courrier recommandé et comptable
- Line Renaud : Mme Bailleul, la mère d'Antoine
- Stéphane Freiss : Jean, DRH de la Poste, ami et supérieur hiérarchique de Philippe
- Philippe Duquesne : Fabrice Canoli, le plus ancien de la Poste de Bergues
- Guy Lecluyse : Yann Vandernoout, postier de Bergues
- Lorenzo Ausilia-Foret : Raphaël Abrams, fils de Philippe et Julie
- Michel Galabru : le grand-oncle de Julie qui, enfant, vécut dans le Nord
- Patrick Bosso : le gendarme de l'autoroute A7
- Fred Personne : M. Vasseur
- Zinedine Soualem : Momo, patron de la baraque à frites
- Jérôme Commandeur : M. Lebic, inspecteur du travail
- Alexandre Carrière : Tony
- Jenny Clève : la vieille dame qui chante le P'tit Quinquin
- Claude Talpaert : mari de la précédente
- Christophe Rossignon : le serveur de la brasserie
- Yaël Boon[n 2] : la femme énervée au guichet
- Franck Andrieux : Monsieur Leborgne
- Jean-Christophe Herbeth : Monsieur Mahieux[17]
- Sylviane Goudal : la cliente à la Poste
- Yann Konigsberg : un collègue de Jean
- Laetitia Maisonhaute : la secrétaire de Jean
- Nadège Beausson-Diagne : l'employée de bureau à Salon
- Guillaume Morand : un ancien collègue de Philippe
- Bruno Tuchszer : un policier de Bergues
- Alexandre Carrière : le petit ami d'Annabelle Deconninck
- Éric Bleuzé : l'homme à la mobylette
- Suzy Pillou : la femme chez le grand-oncle de Julie
- Jean-François Elberg : l'employé de la station service
- Maryline Delbarre : Martine, la femme de Momo
- Louisette Douchin : la vieille femme aux moules
- Mickaël Angele : le patron du bar de la cité minière
- Patrick Cohen : le client viré
- Cédric Magyari et Jean-Marc Vauthier : les mineurs
- Mathieu Sophys et Théo Behague : les enfants des corons

## Production

### Genèse

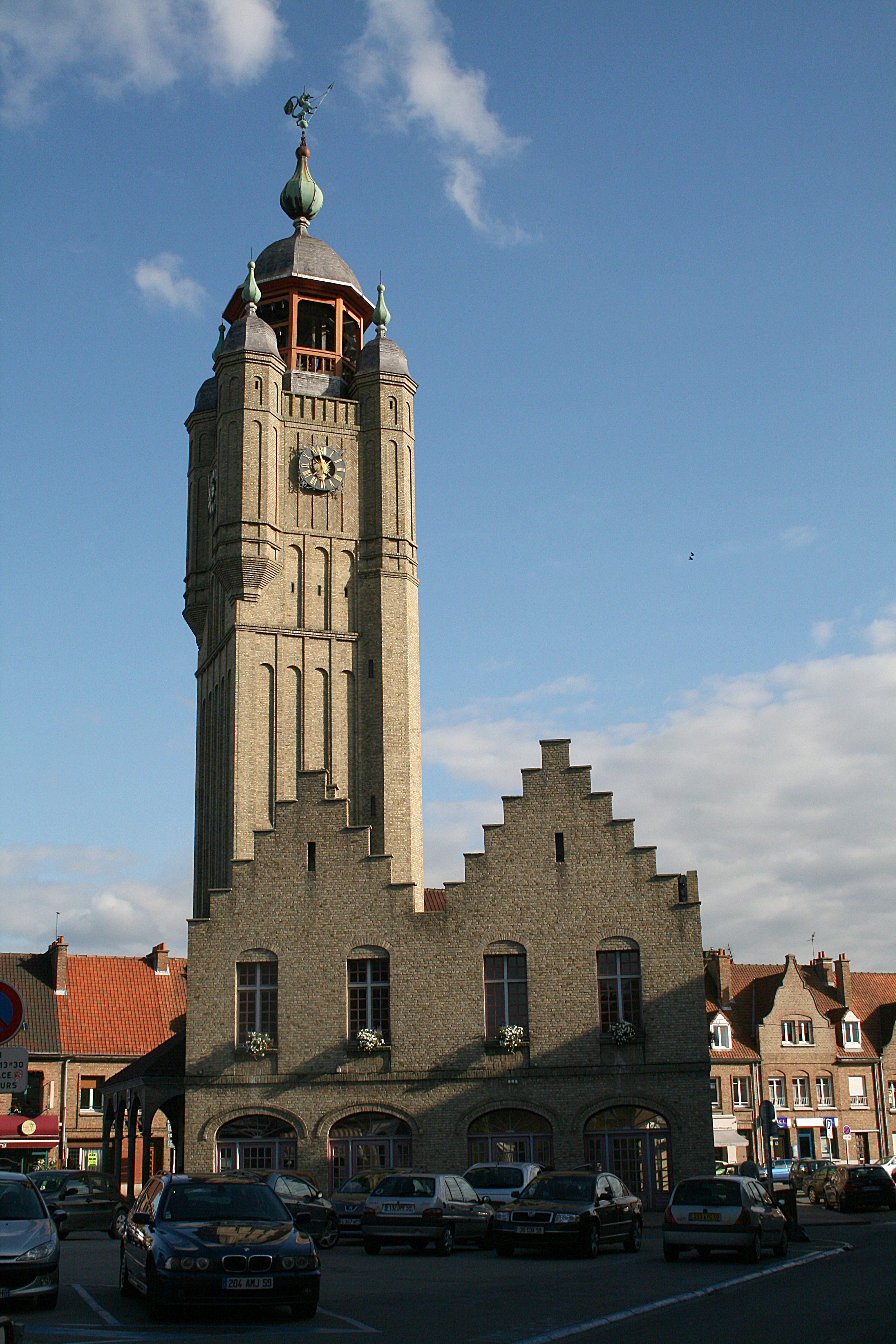
Le beffroi de Bergues, l'un des décors du film.

Dany Boon a commencé à écrire le scénario de Bienvenue chez les Ch'tis en 2006, mais l'idée d'un film sur sa région d'origine remonte à bien longtemps. Il avait toujours voulu se lancer dans la réalisation mais ne savait pas s'il en était capable. Il a d'abord mis en scène la pièce La Vie de chantier puis l'a adaptée en réalisant son premier film, La Maison du bonheur, sorti en 2006, avant de s'attaquer à un sujet qui lui tenait plus particulièrement à cœur,. Dany Boon est parti du constat que de nombreuses comédies françaises ont pour cadre le sud de la France (comme Brice de Nice, Taxi ou les films de Marcel Pagnol), alors que le nord sert souvent de cadre à des films dramatiques (comme Germinal ou Ça commence aujourd'hui),. Il est donc parti de l’idée que se font les gens qui ne connaissent pas le Nord-Pas-de-Calais, afin de tourner en dérision les clichés et les visions misérabilistes sur la région.
Pendant un an, il a travaillé sur l'histoire, les personnages et un certain nombre de scènes, puis durant les trois derniers mois, une fois la structure terminée, il s'est associé à deux autres scénaristes, Franck Magnier et Alexandre Charlot, afin de peaufiner certaines situations et rôles secondaires et d'obtenir le scénario définitif. La principale difficulté que ces derniers ont rencontrée lors de l'écriture consistait à faire un film à la fois humoristique et crédible, basé sur les préjugés d'un personnage qui ne sait rien du Nord, tout en évitant la caricature. Dany Boon dit avoir basé toutes ses répliques sur ce qu'il a entendu ou lu dans sa vie sur sa région, y compris la réplique de Michel Galabru affirmant que « ça meurt très jeune là-haut »,. Au fil de l'écriture, Dany Boon a également souhaité « faire très attention à ce que même les petits rôles soient bien servis », avec la volonté « que tous les personnages fassent rire, qu'ils aient tous des scènes fortes ».
D'autre part, le thème du Nord-Pas-de-Calais avait déjà été abordé par Dany Boon dans plusieurs de ses sketches auparavant, et notamment dans son spectacle de 2003, A s'baraque et en ch'ti, dont une partie des gags et répliques du film sont issus. Cependant, le film n'en est pas pour autant une adaptation au sens strict, Dany Boon lui-même ne le considérant d’ailleurs pas comme un prolongement du spectacle mais comme une comédie originale,.

### Choix des interprètes

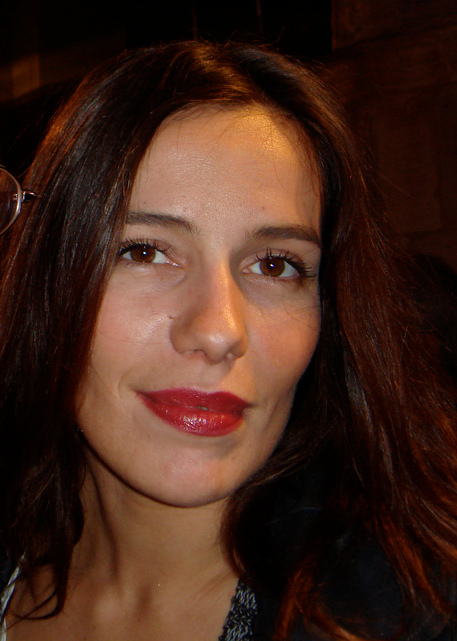
Zoé Félix joue le rôle de Julie Abrams.

Plusieurs acteurs ont été pressentis pour le rôle principal de Philippe Abrams. Dany Boon avait initialement pensé à José Garcia mais celui-ci sortait du tournage d'Astérix aux Jeux olympiques et a refusé. Daniel Auteuil a aussi été sollicité pour le rôle mais a refusé car il tournait MR 73. Jean Dujardin et Jean-Paul Rouve auraient aussi refusé l'offre. C'est Richard Pezet, producteur délégué du film pour Pathé, qui proposa à Dany Boon de confier le rôle à Kad Merad, qui n'était alors pas en contrat avec un metteur en scène. Ce dernier a lu le scénario, pour lequel il a eu un coup de foudre, puis il a appelé Dany Boon pour lui donner son accord.
Dany Boon a eu une part importante dans le choix des acteurs pour les rôles secondaires. Pour Julie, la femme de Philippe Abrams, il souhaitait une actrice originaire du Sud. L'agent de Zoé Félix la lui avait présentée comme venant du Sud mais lorsque l'actrice a rencontré Dany Boon, celle-ci a déclaré qu'elle était de Paris mais qu'elle pouvait prendre l'accent. Il l'a cependant choisie car il avait apprécié ses performances dans Déjà mort et Le Cœur des hommes. Pour jouer le rôle de sa propre mère, il a choisi Line Renaud, originaire d'Armentières comme lui. Celle-ci a dû s'entraîner à parler ch'ti et à retrouver son accent qu'elle avait perdu. Dany Boon a aussi attaché beaucoup d'importance au choix de certains figurants. C'est lui qui a choisi Sylviane Goudal qui joue la femme venant acheter des timbres lorsqu'il est soûl afin « d'assurer une certaine cohérence à l'ensemble ».
Pour le rôle de Jean, DRH paranoïaque de la Poste et supérieur de Philippe, c'est la femme de Dany Boon, Yaël Boon, qui a choisi Stéphane Freiss.
Le rôle de l'oncle de Julie, qui se remémore sa jeunesse dans le Nord, a été directement attribué à Michel Galabru par Gérard Moulévrier, le directeur du casting. L'apparition de Michel Galabru parodie la célèbre scène de la rencontre du capitaine Willard (Martin Sheen) avec le colonel Kurtz (Marlon Brando), dans Apocalypse Now, évoquant « le Nord » et non « l'horreur ».
Lors du recrutement des figurants et petits rôles du film, alors que Dany Boon s'attendait à en voir 200, plus de 1 400 habitants de Bergues se sont présentés et ont été embauchés pour un salaire de 90 euros la journée.

### Budget, revenu et cachets
Le budget total du film est de onze millions d'euros, partagé entre les coproducteurs. Pathé et Hirsch ont chacun investi entre quatre et cinq millions d'euros et la filiale cinéma de TF1 400 000 euros. Le film a également été préacheté par Canal+ et TF1 pour 4,5 millions d'euros. Le nombre minimum de spectateurs pour couvrir les coûts de production était de deux millions. Le film a également reçu une subvention de 600 000 euros de la part du conseil régional du Nord-Pas-de-Calais pour la promotion et 300 000 euros de la part du centre régional de ressources audiovisuelles du Nord-Pas-de-Calais, qui en a déjà récupéré 1,2 million (au 23 mai 2008) sur les deux millions qu'il recevra au total.
En février 2009, le film génère un revenu de plus de 120 millions d'euros en France et 30 millions d'euros dans le reste du monde. Un an après, le film totalise près de 194 millions de dollars de recettes uniquement en France et approche les 245 millions de dollars sur l'ensemble du monde.
Dany Boon a été payé 90 000 euros en tant que technicien-réalisateur et 900 000 euros en tant qu'acteur. De plus, il s'octroie 18 % sur les recettes du marchandisage et touche 0,30 euro par entrée au-delà des deux millions. Après l'exploitation du film, il touchera également 9 % des recettes nettes du film amorti et 0,35 % sur le remake, cédé à Will Smith[réf. nécessaire]. En mai 2008, le succès de Bienvenue chez les Ch'tis faisait de Dany Boon l'acteur français le mieux payé avec un revenu total de 6,75 millions d'euros,. Un mois plus tard en juin 2008, la cagnotte de Dany Boon était estimé à 15 millions d'euros. En février 2009, Le Figaro montre que Dany Boon, avec 26 millions d'euros de gain minimum (car tout n'est pas encore comptabilisé), est le premier Européen à toucher une somme aussi élevée. Avec ce film, Dany Boon dépasse même la somme gagnée par les Américains Tom Cruise et Brad Pitt. Il convient toutefois de souligner que parler d'« acteur le mieux payé » est partiellement abusif si l'on tient compte de ses revenus en tant que réalisateur, scénariste et producteur.
En ce qui concerne les autres acteurs, Kad Merad a touché un salaire de 216 000 euros en tant qu'acteur et une avance fixe de 144 000 euros, un intéressement de 45 000 euros au bout de 1,5 million d’entrées puis 0,135 euro par entrée jusqu'à quatre millions de spectateurs, soit un total de près de 600 000 euros.

### Tournage

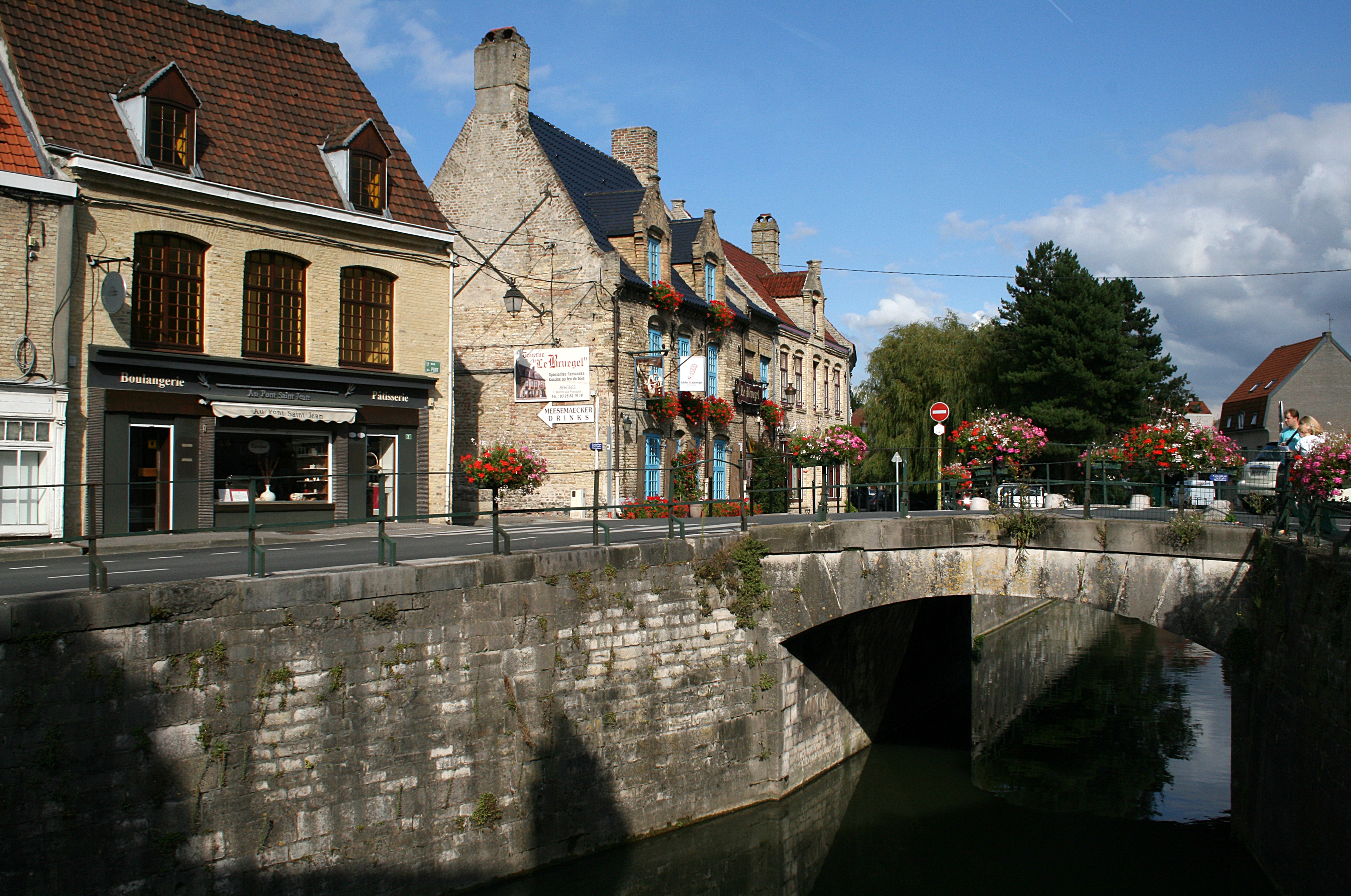
Le pont Saint-Jean, lieu d'une scène culte du film.

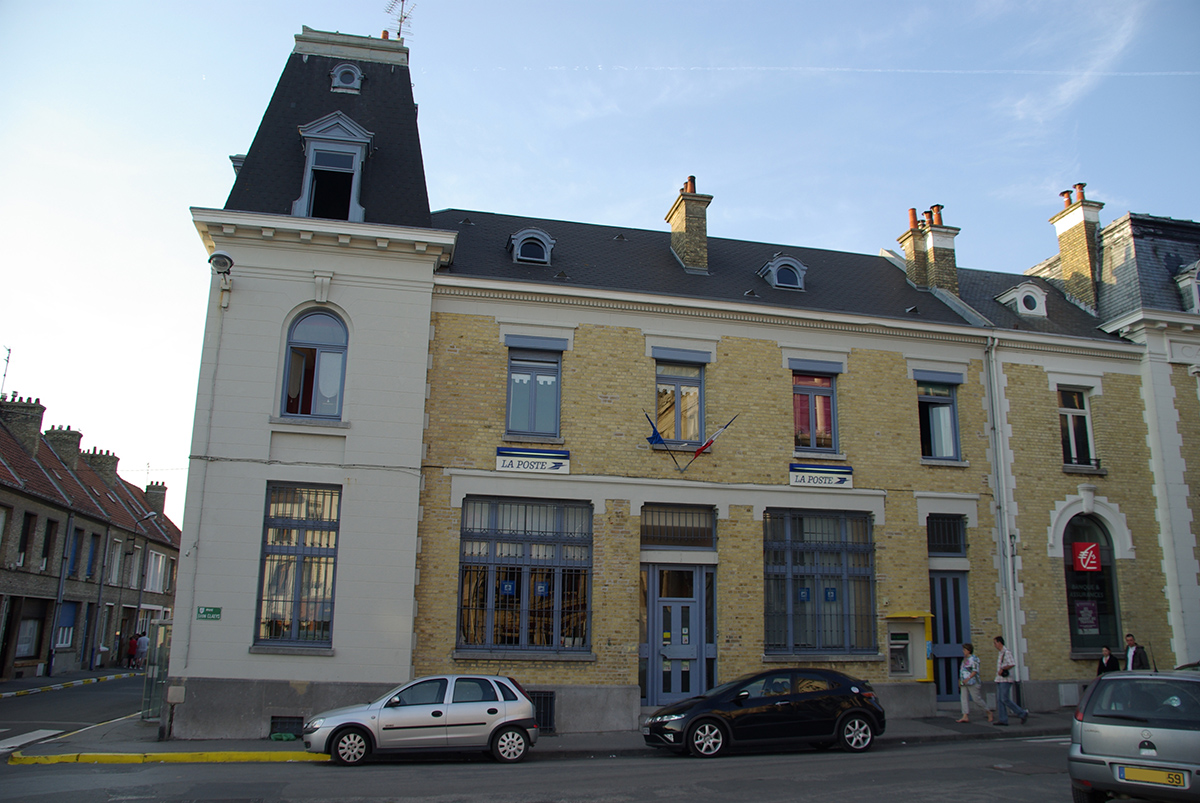
Le vrai bureau de Poste de Bergues, où le film n'a pas pu être tourné.

Le tournage s'est déroulé sur une durée de 53 jours et les premières scènes ont été tournées dans le sud de la France, à Salon-de-Provence. La maison dans laquelle Philippe Abrams rend visite à l'oncle de Julie est celle utilisée dans l'adaptation de La Gloire de mon père par Yves Robert. L'essentiel du tournage a ensuite eu lieu à Bergues du 21 mai au 13 juin 2007. La sélection de la ville avait débuté en février 2007 et Dany Boon a choisi cette petite ville de l'arrondissement de Dunkerque, pour deux raisons : parce qu'il avait de la famille là-bas, mais aussi parce qu'il voulait une ville peu connue et pas trop grande, comme l'est sa ville natale, Armentières et ses 25 000 habitants.
D'un point de vue purement historico-linguistique, le choix de Bergues comme lieu de tournage principal du film Bienvenue chez les Ch'tis n'est pas vraiment adéquat, dans la mesure où, si une grande partie du Nord-Pas-de-Calais est de culture ch'timie (donc de langue picarde), ce n'est pas le cas de Bergues qui est de culture flamande,.
La Poste n'a pas donné son autorisation à Dany Boon pour tourner dans les vrais locaux de Bergues et le tournage s'est fait dans un bâtiment appartenant à Gaz de France où l'on a recréé un bureau de Poste. Devant le succès populaire du film, Gaz de France a décidé d'offrir le site à la ville de Bergues. La ville compte alors faire du site GDF une « maison des artistes et des cultures du Nord » où des artistes pourront produire quelque chose pendant deux ans. Finalement, après deux ans et demi sans exploitation, l'ancien site de GDF a accueilli, du 7 août au 22 novembre 2010, des éléments de décor et des photos du tournage. Un bureau de Poste et la cuisine dans laquelle s'est déroulée la scène du petit-déjeuner au maroilles et à la chicorée ont été reconstruits. Environ 10 000 personnes, dont 7 000 payantes, sont venues voir cette exposition dans ce bâtiment central du film,. L'intégralité de l'argent collecté a été reversée aux cinq associations locales d'entraide et de solidarité qui ont œuvré dans l'organisation et la gestion de l'exposition, comme cela était prévu,.
Durant les scènes à vélo, les acteurs étaient réellement soûls. De même, lorsqu'ils urinent dans le canal de la Colme, le système de pompe qui aurait dû être utilisé se voyait trop à l'écran puisque Dany Boon était en chemise, les acteurs ont donc réellement uriné pour cette scène. Le Café que le personnage de Philippe emboutit à vélo dans le film est le véritable Café de la Poste, qui se situe à proximité de la vraie Poste de Bergues. Dans le film, le café a pris le nom de Café de la Porte pour être en accord avec le fait qu'il ne se situe pas à côté de la fausse Poste du film.
D'autres séquences ont été tournées ailleurs qu'à Bergues. Une partie du film a par exemple été tournée le 16 mai 2007 à Bruay-la-Buissière dans la cité des Électriciens, qui est la plus vieille du Pas-de-Calais. La scène avec les chars à voile a été tournée sur la plage de Malo-les-Bains, à Dunkerque. La scène du restaurant a été tournée au restaurant Chez Morel, place du Théâtre à Lille, face à la Chambre de commerce. Quant au passage au stade Félix-Bollaert, il a été tourné lors de la rencontre Lens-Nice le samedi 19 mai 2007.
Grâce à « l'implication totale de la commune dans le quotidien du tournage avec notamment la mise à disposition de locaux municipaux pour l'équipe de Dany Boon », Bergues reçoit le Trophée Atalante 2009. La ville reçoit également la Marianne d'or en 2012 pour avoir su se mettre en valeur après le film.
Quelques scènes ont été tournées aux studios d'Arpajon.
Trois faux raccords sont visibles dans le film :
- Lorsque Philippe s'arrête à la station service pour prendre de l'essence, on le voit se servir à la pompe alors que le compteur reste à zéro.
- Au moment où Antoine suggère à Philippe de respirer par la bouche pour évacuer l'odeur du maroilles, les deux hommes se trouvent au niveau d'une maison avec un mur en briques rouges alors que, au changement de plan, ils se trouvent au niveau d'une maison avec un mur en briques grises.
- Peu après, on apprend par Antoine que l'action se situe au mois d'avril. Plus tard, lorsque les protagonistes se rendent dans le Vieux-Lille pour dîner au restaurant, la rue est décorée de guirlandes de Noël (la séquence ayant été en réalité tournée dans le courant de l'hiver).

## Accueil

### Promotion

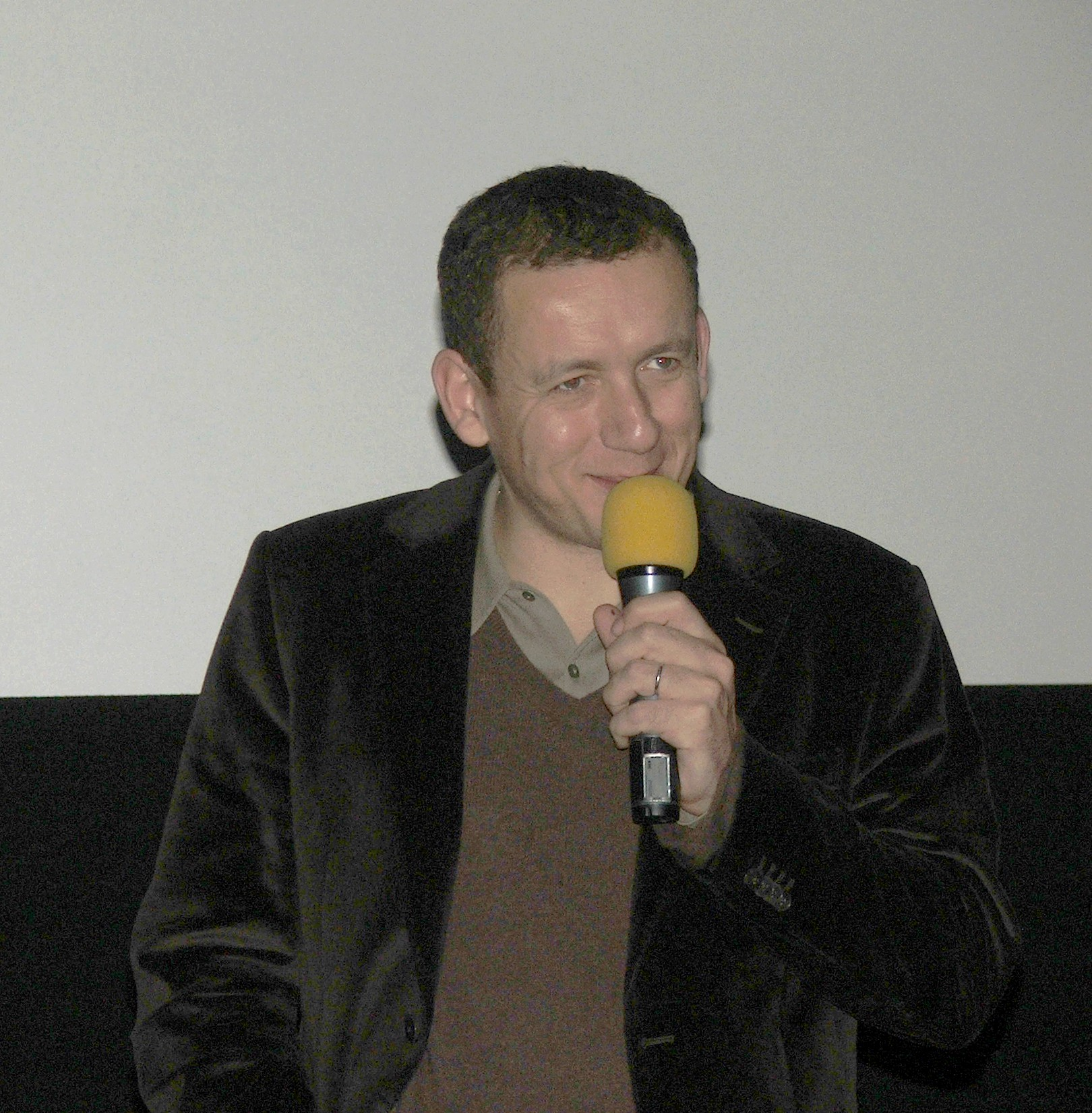
Dany Boon lors de l'avant-première du film à Dunkerque.

La promotion de Bienvenue chez les Ch'tis a commencé bien avant sa sortie avec une campagne de promotion radio et télévisée estimée à 1,5 million d'euros, dont l'opération la plus médiatisée fut une émission spéciale des Enfants de la télé sur TF1 quelques jours avant la sortie, mais le succès du film tient beaucoup au bouche-à-oreille. La sortie anticipée dans le Nord de la France a permis de limiter les coûts de communication tout en se faisant connaître et en suscitant la curiosité dans le reste de la France. Dany Boon a lui-même présenté le film en avant-première dans 116 salles d'une soixantaine de villes.
Le conseil régional du Nord-Pas-de-Calais a également prélevé la somme de 600 000 euros sur son budget communication afin d'accompagner la promotion du film et les avant-premières et afin d'obtenir le droit d'utiliser des portions du film pour la promotion régionale. Sur cette somme, 100 000 euros ont été dépensés pour affréter un TGV spécial afin de faire venir des « stars » de Paris pour une série d'avant-premières à Lille. Cette subvention publique a été à l'origine d'une polémique car elle s'ajoute à la subvention de 300 000 euros déjà accordée par le Centre régional de ressources audiovisuelles. L'acteur Jacques Bonnaffé, les élus du PCF dont Éric Renaud et centristes ont critiqué cette décision de subvention estimant que cette somme aurait pu aller à de nombreuses autres associations culturelles ou aider à la production d'autres films. Elise Ovart-Baratte, chercheuse en histoire contemporaine et militante socialiste, a aussi contesté les 600 000 euros de subvention dans son livre Les Ch'tis, c'était les clichés publié en août 2008.
Le film devait dépasser les deux millions d'entrées pour que la subvention soit restituée à la région Nord-Pas-de-Calais mais uniquement les 300 000 euros du Centre régional de ressources audiovisuelles seront rendus à la région Nord-Pas-de-Calais.

### Sortie
La sortie de ce film s'est déroulée en plusieurs temps dans les pays francophones : tout d'abord en avant-première dans le Nord de la France (qualifiée de « chortie ch'timie » dans la bande-annonce) puis une semaine après dans toute la France (« chortie nachionale »), en Belgique et en Suisse, et un jour plus tard au Luxembourg. Le film a ensuite connu des sorties et présentations dans divers pays du monde.
Au 20 janvier 2011 il est sorti dans 34 pays à travers le monde pour un total de 27 millions d'entrées,. Au 29 mai 2012 il est le troisième plus grand succès d'un film français tourné en langue française depuis au moins 1994 (depuis qu'Unifrance collecte les données), après Intouchables (2011) et ses 40 millions d'entrées et après Le Fabuleux Destin d'Amélie Poulain et ses 32 millions d'entrées (France comprise). Avec les remakes italiens Benvenuti al Sud et ses 5,3 millions d'entrées et sa suite Benvenuti al Nord et ses 4,3 millions d'entrées, le « concept Ch'ti » aura engendré 36,6 millions d'entrées, soit plus que Le Fabuleux Destin d'Amélie Poulain.

#### Fréquentation en France

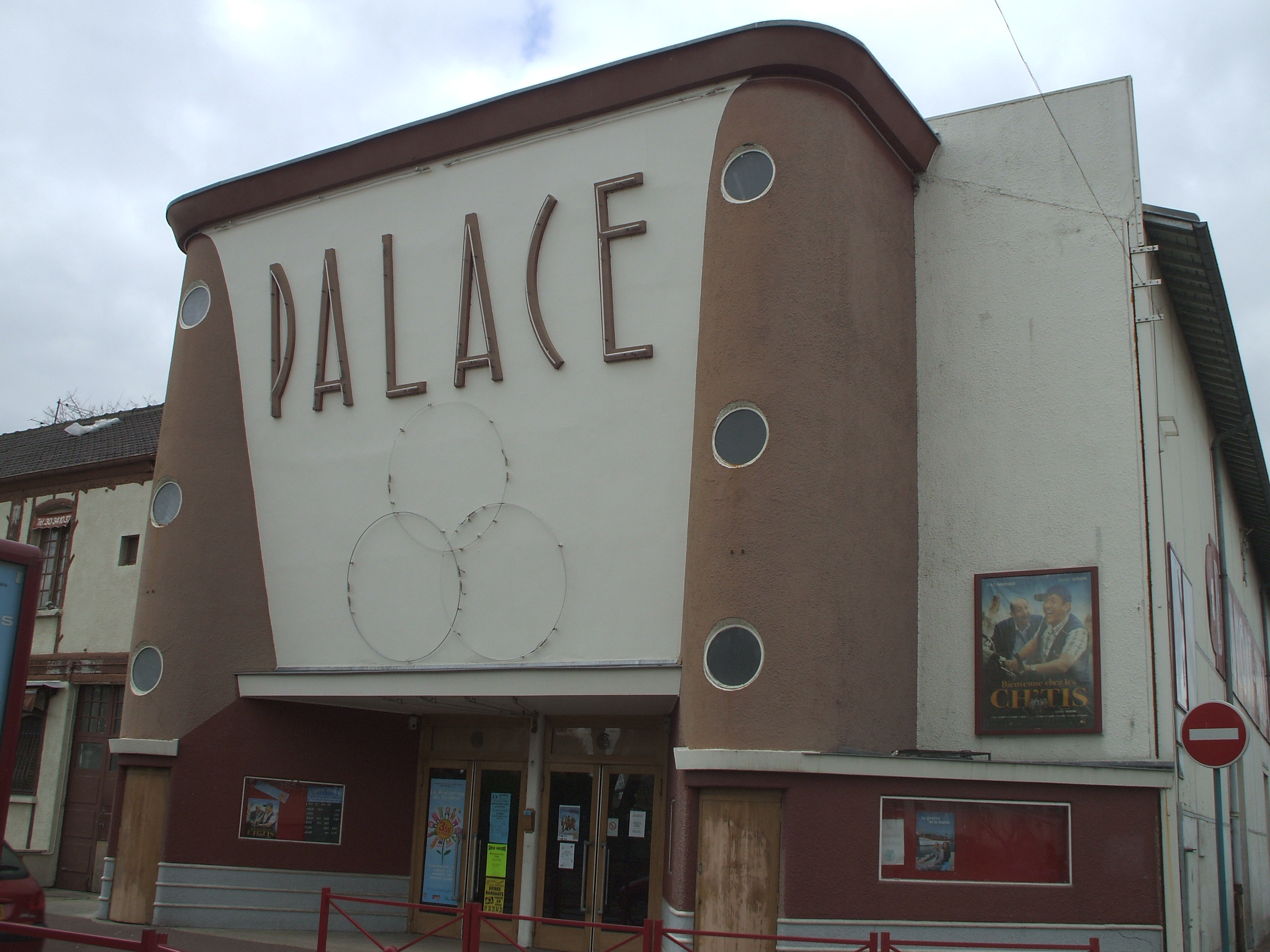
Cinéma Le Palace de Beaumont-sur-Oise, avec le film à l'affiche en mars 2008.

Le 20 février 2008, Bienvenue chez les Ch'tis sort dans la plupart des salles de la région Nord-Pas-de-Calais et dans certains cinémas de la Somme et est vu le même jour par 67 665 spectateurs. Selon un porte-parole de Pathé, c'est le meilleur démarrage pour un film dans cette région. En une semaine, le film comptabilise 555 392 entrées et occupe la quatrième place au box-office français hebdomadaire avec seulement 64 salles diffusant le film, soit une moyenne de 7 097 spectateurs par copie. Le 23 avril 2008, selon Pathé, le compteur est de plus de 1 957 000 spectateurs dans le Nord-Pas-de-Calais, ce qui équivaut à près de la moitié de la population de la région.
Le 27 février 2008, vu le succès rencontré durant la semaine d'avant-première, le film sort dans le reste de la France sur 788 écrans au lieu de 400 initialement. En un jour, il est vu par 558 359 spectateurs, soit plus qu'Astérix aux Jeux olympiques sorti quelques semaines plus tôt. Bienvenue chez les Ch'tis effectue le meilleur démarrage du cinéma français. Sans compter la semaine d'avant-première dans le nord du pays, qui a néanmoins permis un bouche-à-oreille avant la sortie nationale, le film démarre en effet sa carrière sur un record puisqu'il détrône Les Bronzés 3 pour la meilleure première semaine du box-office français avec 4 458 837 entrées contre 3 906 694. Bienvenue chez les Ch'tis occupe la première place du box-office hebdomadaire pendant cinq semaines consécutives avant d'être dépassé par Disco mais redevient numéro un les deux semaines suivantes avant d'être à nouveau devancé, d'abord par le film Ca$h. Quatre semaines seulement après la sortie nationale, le film de Dany Boon bat Astérix et Obélix : Mission Cléopâtre, dont le score, réalisé en treize semaines, était jusqu'alors le troisième plus gros succès du box-office français.
En six semaines d'exploitation en France, il totalise 17 645 132 spectateurs et devient le film français le plus vu au cinéma, dépassant La Grande Vadrouille qui avait enregistré plus de 17,27 millions d'entrées depuis sa sortie en 1966. Il dépasse les vingt millions de spectateurs en France le 20 mai 2008. À l'occasion de la Fête du cinéma, Pathé Distribution a ressorti le film dans 240 salles supplémentaires portant le nombre de copies à 498 afin de battre le record de Titanic mais n'a totalisé que 38 162 entrées supplémentaires. Fin juillet, se gardant bien de dire que l'objectif était toujours de devenir numéro un, Pathé double de nouveau le nombre de copies pour une semaine à trois euros la place, semaine décevante au vu du résultat de 34 170 entrées supplémentaires. Le 20 août, Pathé se sera définitivement fait une raison, admettant, après avoir tout essayé, que son film ne rattrapera pas Titanic d'ici la sortie du DVD de Bienvenue chez les Ch'tis le 29 octobre, arrivant à 20 371 144 spectateurs au 20 août contre un peu plus de 20,7 millions de spectateurs pour le film de James Cameron. Le film termine l'année 2008 avec près de 20,46 millions de spectateurs.
| En 2008, semaine du                     | France | France    | France     | Suisse  | Paris     |
| En 2008, semaine du                     | Rang   | Entrées   | Cumul      | Cumul   | Cumul     |
| --------------------------------------- | ------ | --------- | ---------- | ------- | --------- |
| 20 février au 26 février                | 4e     | 555 392   | 555 392    | -       | -         |
| 27 février au 4 mars (sortie nationale) | 1er    | 4 458 837 | 5 014 229  | 20 035  | 776 775   |
| 5 mars au 11 mars                       | 1er    | 3 940 634 | 8 954 863  | 40 517  | 1 421 360 |
| 12 mars au 18 mars                      | 1er    | 3 637 899 | 12 592 762 | -       | 1 926 816 |
| 19 mars au 25 mars                      | 1er    | 2 720 713 | 15 313 475 | 123 504 | 2 281 927 |
| 26 mars au 1er avril                    | 1er    | 1 386 646 | 16 700 121 | 185 885 | 2 453 833 |
| 2 avril au 8 avril                      | 2e     | 945 011   | 17 645 132 | 216 634 | 2 560 345 |
| 9 avril au 15 avril                     | 1er    | 921 791   | 18 566 923 | 240 169 | 2 648 950 |
| 16 avril au 22 avril                    | 1er    | 685 392   | 19 252 315 | 255 732 | 2 721 225 |
| 23 avril au 29 avril                    | 2e     | 307 528   | 19 559 843 | 263 274 | 2 764 393 |
| 30 avril au 6 mai                       | 4e     | 186 616   | 19 746 459 | 295 580 | 2 794 040 |
| 7 mai au 13 mai                         | 4e     | 156 427   | 19 902 886 | 315 957 | 2 809 786 |
| 14 mai au 20 mai                        | 6e     | 102 321   | 20 005 207 | 353 103 | 2 824 460 |
| 21 mai au 27 mai                        | 6e     | 71 929    | 20 077 136 | 360 396 | 2 835 542 |
| 28 mai au 3 juin                        | 7e     | 66 143    | 20 143 279 | 375 552 | 2 846 793 |
| 4 juin au 10 juin                       | 12e    | 38 145    | 20 181 424 | 380 923 | 2 853 494 |
| 11 juin au 17 juin                      | 16e    | 25 641    | 20 207 065 | 383 714 | 2 857 815 |
| 18 juin au 24 juin                      | 17e    | 15 748    | 20 222 813 | 387 946 | 2 860 682 |
| 25 juin au 1er juillet                  | 16e    | 38 162    | 20 260 975 | 388 459 | 2 866 686 |
| 2 juillet au 8 juillet                  | 21e    | 14 292    | 20 275 267 | 409 707 | -         |
| 9 juillet au 15 juillet                 | 24e    | 9 750     | 20 285 017 | 431 345 | -         |
| 16 juillet au 22 juillet                | -      | 8 865     | 20 293 882 | 436 973 | -         |
| 23 juillet au 29 juillet                | 11e    | 34 170    | 20 328 052 | 484 590 | 2 873 711 |
| 30 juillet au 5 août                    | -      | 1 324     | 20 329 376 | -       | -         |

Grâce au film de Dany Boon, la fréquentation des salles de cinéma en France lors du premier trimestre 2008 a augmenté de 14 % par rapport à 2007 et a atteint 25 millions de spectateurs pour le seul mois de mars. Ce même mois, Bienvenue chez les Ch'tis a d'ailleurs été le film le plus vu au monde. Cet afflux a notamment bénéficié aux petits cinémas associatifs et cinémas de campagne dont le film a représenté 20 % des recettes annuelles à lui seul pour certains et a permis ainsi des investissements de modernisation. D'après Hervé Dumoulin, responsable de Pathé Nord, le nombre de spectateurs est amputé par le piratage sur Internet qui n'existait pas du temps de Titanic. L'Agence de lutte contre la piraterie audiovisuelle recense 682 000 téléchargements illégaux durant la présence du film en salles.

#### Fréquentation à l'étranger
| Pays               | Box-office                     |
| ------------------ | ------------------------------ |
| France             | 20 489 303 entrées             |
| Allemagne          | 2 405 873 entrées              |
| Belgique           | 1 148 179 entrées              |
| Suisse             | 809 299 entrées                |
| Espagne            | 584 707 entrées                |
| Italie             | 533 913 entrées                |
| Canada             | 208 638 entrées                |
| Autriche           | 154 318 entrées                |
| Australie          | 107 000 entrées                |
| Pologne            | 105 972 entrées                |
| Pays-Bas           | 91 143 entrées,                |
| Luxembourg         | 41 777 entrées                 |
| Argentine          | 41 293 entrées                 |
| Russie             | 40 033 entrées                 |
| Portugal           | 39 900 entrées                 |
| Hongrie            | 30 917 entrées                 |
| Nouvelle-Zélande   | 30 487 entrées                 |
| Royaume-Uni        | 29 837 entrées                 |
| Afrique du Sud     | 16 853 entrées                 |
| Norvège            | 14 289 entrées                 |
| Maroc              | 13 996 entrées                 |
| Brésil             | 10 775 entrées                 |
| Liban              | 5 000 entrées                  |
| Chili              | 4 477 entrées                  |
| Danemark           | 4 224 entrées                  |
| Croatie            | 3 542 entrées                  |
| Singapour          | 1 853 entrées                  |
| Irlande            | 1 167 entrées                  |
|                    |                                |
| Total hors France  | 6 210 709 entrées              |
| Union européenne   | 25 662 126 entrées             |
| Monde              | 26 700 012 entrées             |
| Recettes mondiales | 245 144 417 $                  |
| Classement mondial | 672e recette de tous les temps |

Le film a été proposé aux acheteurs du monde entier lors du marché du film de la Berlinale le 8 février 2008 puis celui du Festival de Cannes 2008 sous le titre Welcome to the Sticks, que l'on pourrait traduire par « Bienvenue chez les Ploucs » ou par « Bienvenue à Trifouillis-les-Oies ». Il a également fait l'ouverture du festival du film français de Los Angeles, City of Lights, City of Angels, sous le titre anglais Welcome to the land of the Ch’tis le 14 avril 2008. Malgré une première à l'accueil assez mitigé par les professionnels, le film y a reçu un bon accueil auprès du public et remporté le « prix du public ». Ces différentes opérations de promotion ont permis l'achat du film à l'étranger, notamment au Québec, au Maroc, en Italie, en Espagne ou encore en Allemagne.
Parmi les pays francophones, Bienvenue chez les Ch'tis est d'abord sorti en Belgique, au Luxembourg et en Suisse romande le 27 février 2008 ou le lendemain. De par sa proximité culturelle avec le nord de la France, le film a connu un grand succès en Belgique francophone. Le film y a totalisé 125 000 entrées dès la première semaine et atteint le million d’entrées le 13 avril 2008, devenant le film français le plus vu en Belgique, devant Astérix et Obélix : Mission Cléopâtre qui en avait réalisé 843 000.
Le film est également sorti dans d’autres pays (y compris non francophones), avec quelques mois de décalage. Il est sorti dans quelques salles au Royaume-Uni dès le 1er avril 2008 mais l’impact a été faible. Sorti en Allemagne et en Italie, respectivement le 30 et 31 octobre 2008, le film a rassemblé le week-end de sa sortie 143 664 spectateurs pour l’Allemagne (soit 935 399 euros de recettes) et 207 000 spectateurs pour l’Italie (soit 1,01 million d’euros de recettes). Ainsi Bienvenue chez les Ch’tis s’est classé, avec 160 copies, en deuxième position du box-office allemand, et avec 319 copies, en troisième place du box-office italien. En Espagne, en deux semaines, le film a réalisé plus de 200 000 entrées.
Au total, en 2008, le long métrage a cumulé à 4 222 202 entrées dans le monde hors-France, ce qui en fait le cinquième film français de l’année. Avec 24,16 millions de spectateurs en Europe, le film se place à la sixième place des films européens pour l'année 2008.

### Accueil public
Selon une enquête réalisée par le magazine Écran Total à la sortie des salles, 97 % des personnes interrogées ont dit avoir aimé le film, ce qui est un chiffre « exceptionnel » d’après son directeur Serge Siritzky. Certains spectateurs disent toutefois qu'ils auraient espéré mieux. Une autre enquête, effectuée plus tard par l'observatoire de la satisfaction L'Echo du Public (qui étudie plus de 900 films depuis 1997), indique un taux bien inférieur avec 67 % des spectateurs ayant aimé le film[source insuffisante].
Au 28 février 2009, soit exactement un an et un jour après la sortie nationale du film, un peu moins de la moitié jugent le film en quatre étoiles sur AlloCiné sur plus de 4 150 votes[source insuffisante], plaçant ainsi le film à la 49e place des films préférés en 2008 selon le classement du site avec une moyenne de 2,94 points sur 4[source insuffisante]. À la même date, sur IMDb, un peu plus de 3 600 utilisateurs avaient voté pour le film, et privilégiaient les notes 7 et 8 sur 10, avec respectivement 25,4 % et 25,3 % des votes, le film obtenant alors une note globale de 7,1 sur 10 à cette date[source insuffisante]. Dans une synthèse des avis des internautes, le site Cinéfil constate qu'ils ont apprécié « cette fable sociale drôle et émouvante », car « on y rigole du début jusqu'à la fin »[source insuffisante].
Selon une enquête réalisée par TNS Sofres et La Voix du Nord auprès de 800 personnes, 90 % du public du nord de la France a vu le film et 93 % de celui-là l'a aimé. Pour 70 % des sondés, l'image de la région Nord-Pas-de-Calais et de ses habitants a été améliorée, alors que 8 % pensent le contraire et 12 % ne veulent plus en entendre parler.
Dans une autre enquête, réalisée par l'Ifop pour France-Soir, les personnes interrogées sont 57 % à penser que Bienvenue chez les Ch'tis méritait le César du meilleur film. Le même sondage montrait que le film était surtout plébiscité par les plus de 65 ans (64 %), les ouvriers (64 %) et les femmes (59 %), alors que seuls 41 % des 15-24 ans, et 46 % pour les cadres supérieurs appréciaient le film.

### Accueil critique
Bienvenue chez les Ch'tis a été diversement accueilli par les critiques : cela va de la « nullité » selon Les Inrockuptibles à « l’une des meilleures comédies françaises de ces dernières années » pour France-Soir. Le film est vu par Le Figaro et Nice-Matin comme étant « une petite fable », une « bonne comédie populaire pour vous faire aimer le Nord », ou une « sympathique comédie » pour Le Monde, appréciée pour ses « quiproquos loufoques dus au parler local » et également pour son ambiance « d’humanité et de tendresse » dégagée par les personnages du film selon Télérama. Également, selon Studio, la comédie a « un sens aigu de la situation, des répliques ciselées et un rythme sans temps mort pour créer une œuvre chaleureuse », Le Parisien salue le film comme « bien écrit [et] excellemment joué » et qui contient des « séquences d’anthologie ». France soir note des « progrès depuis son premier film ». Des publications comme Le Parisien, Ciné Live, Le Figaro ou L'Humanité évoquent cependant les faiblesses du scénario, « argument assez mince » en raison duquel le film demeure « à la surface des choses », et qui semble un peu trop stéréotypé, « catégorie futur prime-time de TF1 ». La presse spécialisée est généralement plus sévère : le scénario est souvent jugé « répétitif », et Positif accuse « un scénario et un rythme indigents ». Les Cahiers du cinéma ignorent le film à sa sortie puis publient trois ans plus tard une analyse dans le cadre du dossier « La France : qu'en pense le cinéma ? » où est relevé « le simplisme social dont fait preuve le hit historique du film de Dany Boon qui dessine une France où personne ne semble avoir d'obligation autre (ni travail, ni course à faire) que de rester bien peinard chez soi ». Didier Péron de Libération critiqua le film en bref, considérant qu'il s'agit d« Une comédie bien de chez nous qui vient prêter main-forte à Astérix ». Après le démarrage du film, il parle d'un « régionalisme triomphant » ; néanmoins un autre journaliste, Bayon, qui critiqua le film après sa sortie reproche un « divertissement un peu bonasse » et un « remplissage domestique, idyllique, patrimonial, un peu gnangnan, laisse le fou-rire en reste ». Les Inrockuptibles soulignent la « nullité » du film, mais préfèrent son traitement des clichés qui échappent à « l'idéal passéiste et cocardier » des films de Gérard Jugnot ou Gérard Krawczyk. Le magazine fut beaucoup plus sévère lors de la sortie de Rien à déclarer et revient sur le succès du film en parlant de ses spectateurs : « Ce qu'ils aiment, c'est retrouver un univers rassurant, même quand il est entièrement faux. ». D'autre part, le site Critikat affirme qu'« on ne pourra pas accuser Dany Boon de ne pas avoir mis beaucoup de lui-même et de bonne volonté […] mais ce n'est pas du cinéma ». Le site est néanmoins très critique, après le succès du film, dans des revues ultérieures, et dans un éditorial où le succès du film est défavorablement comparé à celui de The Dark Knight aux États-Unis : « C'est donc dans les deux cas la culture télévisuelle qui a drainé les spectateurs au cinéma. Novatrice et dérangeante chez les Américains. Conformiste et nauséeuse chez les Français ». Pour Le Canard enchaîné, qui propose une critique entièrement en ch'ti, on ne retrouve « pas d'hachélèmes pourrites, pas d'érémichtes, pas de misérapes, et même pas d'Front national, qui pourtant cartonne par ichi », soit, en français, « pas d'HLM pourris, pas de RMistes, pas de misérable, et même pas de Front national, qui pourtant cartonne par ici ».
Le jeu des acteurs est de son côté plutôt apprécié pour sa finesse, notamment pour le duo Kad Merad-Dany Boon, jugé « plutôt harmonieux », voire « irrésistible ». L'apparition de Michel Galabru est jugée « croustillante », et Line Renaud « épatante ». Positif voit cependant « des performances d'acteurs très inégales », tout comme le site Critikat. Ce dernier, comme Le Figaro, a reproché à l'actrice Zoé Félix d'être « complètement égarée » et « peu crédible en épouse délaissée et dépressive ». Elle a en outre été citée à deux reprises lors de la cérémonie des Gérard du cinéma 2009, notamment dans la catégorie « désespoir féminin ».
Plusieurs magazines ont également opposé la simplicité du film et son budget modeste à Astérix aux Jeux olympiques qui avait fait de son budget de 78 millions d'euros et de sa distribution de vedettes deux de ses principaux arguments commerciaux mais dont le nombre d'entrées s'est révélé bien moindre. Dany Boon revendique d’ailleurs avoir fait un film « anti-bling-bling ».
L'accueil critique du film est donc modérément positif, plus sévère de la part de la critique spécialisée, mais les qualités du film sont globalement jugées suffisantes pour une comédie populaire qui ne vole « pas très haut ».

### Controverse
Pour les polémiques à propos des subventions, voir plus haut « Promotion ». Pour celles liées à l'unique nomination aux Césars, voir plus bas « Nominations »

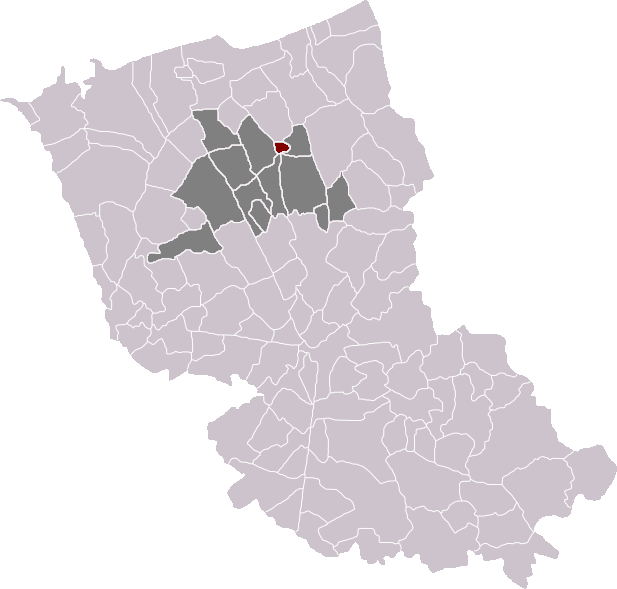
Localisation de Bergues et de son canton dans l'arrondissement de Dunkerque.

Un certain nombre de critiques ont été adressées par des personnalités intellectuelles et politiques, notamment de la région, à l'encontre du film et des clichés qu'il véhiculerait sous prétexte de les parodier. L'écrivain Michel Quint voit ainsi en Bienvenue chez les Ch'tis « un exemple de démagogie et de populisme », déclarant : « Dany Boon me fait penser à mes propres maladresses quand je tente d’améliorer numériquement les clichés transférés sur mon ordinateur. Je fais pis que mieux. Et lui fait pis que pis ».
Certains sociologues portent également un regard incisif sur Bienvenue chez les Ch'tis. Michel Wieviorka y voit un signe du « déclin français » et du « repli d'une certaine France sur son passé, déconnectée des réalités et difficultés sociales actuelles »,. De son côté, Philippe Marlière rappelle « qu'une minorité de nordistes parle le patois, […] essentiellement pratiqué par les personnes âgées en milieu rural. Il est ainsi invraisemblable que les postiers à Bergues puissent interpeller les usagers du bureau de poste en patois ». Le résultat de ce « sur-emploi » et de l'accumulation de clichés n'est pas fortuit selon Marlière : « le Nord que l'on donne à voir ici se conforme à l'imagerie dominante d'une région à la main-d’œuvre peu qualifiée et peuplée d’assistés sociaux ». Par conséquent, le film « dégage un pessimisme social » et décrit « un prolétariat dévoué, mais pas très futé, dans une région économiquement arriérée », ce qui en fait une « comédie ambiguë » qui « flatte les principaux poncifs anti-Nord » plutôt qu’il ne les démolit. De même, l'historienne Élise Ovart-Baratte, chercheuse en histoire contemporaine, dénonce, dans son ouvrage Les Ch'tis, c'était les clichés, un film qui « véhicule le misérabilisme et porte l'image d'archaïsme », ce pamphlet est décrit comme excessif par Télérama qui indique que Ovart-Baratte « (…) s'est un peu emballée. On prend au sérieux et au pied de la lettre une gentille comédie outrancière ».
Dans un autre registre, le leader du Front national de l'époque, Jean-Marie Le Pen, déclare également que le film est « médiocre », et « plus une charge contre le Nord et le Pas-de-Calais qu'un film de promotion » et que « les gens du Nord ils ne ressemblent pas aux héros de ce film […] vu qu'ils sont arabes tous les deux ».

### Exploitation ultérieure
En France, 2,5 millions de DVD, 50 000 Blu-ray ainsi que 20 000 VHS ont été mis en vente le 29 octobre 2008. À titre de comparaison, Casino Royale avait été édité à 5 000 exemplaires en Blu-ray, le DVD des Choristes à 2 millions d’exemplaires, Le Monde de Nemo à 1,5 million, et Camping à un million. La présentation devant les magasins ressemble à une « baraque à frites », un « camion poste » ou encore un « beffroi ». Le 29 octobre 2008 à minuit, deux magasins Fnac, un à Lille, l'autre à Valenciennes, ont été ouverts avec plusieurs animations pour l'occasion. Pour le reste de la France, aucun événement n'était prévu. Toutefois, 650 000 copies ont été vendues le jour de sa sortie, un million sur les deux premiers jours, et après une semaine, 1 800 000 DVD ont été vendus. L'éditeur a dû produire de nouveaux exemplaires. Au 24 février 2009, 2,9 millions de DVD et 15 000 VHS ont été vendus, ce qui représente plus que les 2,8 millions de VHS pour le film Titanic.
Le film en vidéo à la demande (VoD) est également disponible le même jour, c'est-à-dire le 29 octobre 2008, sur plusieurs sites Internet. Sur Canalplay, le film est resté en tête pendant trois semaines, c'est-à-dire jusqu'au 23 novembre, avant d'être dépassé par les films Taken, Les Randonneurs à Saint-Tropez et Cloverfield. Selon Satellifax, le film a été le plus vu en 2008 en VoD avec 93 928 actes d'achat.
En France, le vendredi 13 mars 2009 en première partie de soirée, Canal+ diffusa le film, qui prit 11,4 % de part de marché, soit 2,7 millions ou 2,8 millions de téléspectateur. La chaîne cryptée a ainsi fait sa meilleure audience pour un film en se plaçant en cinquième position des audiences de la soirée. En comparaison, le film La Môme avait attiré 1,5 million de téléspectateurs et Astérix aux Jeux olympiques, 1,9 million. Le dimanche 28 novembre 2010, TF1 a diffusé le film, jusqu'alors inédit sur une chaîne gratuite, en première partie de soirée et a réuni plus de 14,396 millions de téléspectateurs et 51 % de part de marché. La première chaîne française réalise alors sa meilleure audience de l'année hors événement sportif, et également la plus forte performance pour du cinéma depuis 1992 ; il s'agit de la troisième meilleure audience de 2010, derrière deux matchs de l'équipe de France de football à la coupe du monde. En 2014, TF1 a rediffusé le film en se plaçant largement en tête des audiences (devant France 2 qui diffusait Casino Royale), et a obtenu une audience de 11 335 000 téléspectateurs (41,1 % ou 41,4 % de part de marché),.
En Suisse, TSR1 a diffusé le film en clair le lundi 8 février 2010, le film ramenant 331 000 téléspectateurs, soit 48,5 % de part de marché.
En Belgique francophone, il a été vu par 1 423 839 téléspectateurs lors de sa première diffusion en clair le 7 mars 2010 dans le cadre d'une soirée spéciale « Ch'tis » sur la chaine privée RTL-TVI pour une part de marché de 66,6 %, ce qui constitue un record depuis les premières mesures d'audiences dans le pays en 1997,. Lors de sa rediffusion le 10 avril 2012 il réunit encore 718 987 téléspectateurs pour 36,4 % de part d'audience.
En Italie, le film est diffusé pour la première fois en clair le 1er août 2011 sur Canale 5 et réunit 3,86 millions de téléspectateurs pour 19,79 % de part d'audience, soit la meilleure audience de la première partie de soirée. Le 22 juillet 2012, il est diffusé pour la deuxième fois sur Canale 5 et réunit 2 301 000 téléspectateurs pour 13 % de part d'audience, soit la deuxième meilleure audience de la première partie de soirée. Le 11 février 2013, le film est diffusé pour la troisième fois en Italie, toujours sur Canale 5, et réunit 5 046 000 de téléspectateurs pour 18,46 % de part d'audience, soit la meilleure audience de la première partie de soirée.

## Distinctions
Entre 2008 et 2010, Bienvenue chez les Ch'tis a été sélectionné 29 fois dans diverses catégories et a remporté 11 récompenses,.

### Récompenses
- Festival du cinéma européen de Séville (Seville European Film Festival) 2008 : Prix du public pour Dany Boon[179].
- Festival du Film COLCOA 2008 : Prix du public[107].
- Festival du film de Cabourg - Journées romantiques 2008 : Swann d'or de la révélation féminine pour Anne Marivin[180],[181].
- Festival du film de Hambourg 2008 : Prix du public pour Dany Boon.
- Festival international du film de comédie de l'Alpe d'Huez 2008[182],[183] :
  - Prix du Jury Jeune pour Dany Boon,
  - Prix Spécial du Jury pour Dany Boon.
- Raimu de la comédie 2008[184] :
  - Raimu du film de comédie pour Dany Boon,
  - Raimu du comédien pour Dany Boon.
- Grand Prix international de doublage (Gran Premio Internazionale del Doppiaggio) : Prix du film de la meilleure comédie.
- Trophées du Film français 2009 : Trophée des Trophées[185].
- Trophée Atalante 2009 pour la collaboration entre la production du film et la ville de Bergues[58].

### Nominations
- Festival du film de Hambourg 2008 : Prix du cinéma d'art pour Dany Boon.
- Festival international du film de comédie de l'Alpe d'Huez 2008 :
  - Grand Prix TPS Star pour Dany Boon,
  - Prix d'interprétation pour Dany Boon.
- Festival national du doublage des voix dans l'ombre (Il Festival Nazionale del Doppiaggio Voci nell'Ombra) : Meilleur doublage pour Francesco Vairano.
- Prix du cinéma européen 2008 : Prix du public du meilleur film pour Dany Boon[186].
- Raimu de la comédie 2008 :
  - Meilleur comédien pour Kad Merad,
  - Meilleur comédien dans un second rôle pour Philippe Duquesne et Stéphane Freiss,
  - Meilleure mise en scène pour Dany Boon,
  - Meilleur espoir pour Anne Marivin.
- Association internationale des critiques de musique de film 2009 : Meilleure musique originale d’un film comique pour Philippe Rombi
- Brutus du cinéma 2009 : Meilleure participation exceptionnelle pour Line Renaud.
- César 2009 : Meilleur scénario original pour Franck Magnier, Dany Boon et Alexandre Charlot.
- Globes de Cristal 2009 : Meilleur acteur pour Kad Merad.
- Grand Prix international de doublage (Gran Premio Internazionale del Doppiaggio) : Meilleure adaptation pour Francesco Vairano.
- Lumières de la presse étrangère 2009 :
  - Meilleur acteur pour Kad Merad,
  - Meilleur scénario pour Dany Boon, Franck Magnier et Alexandre Charlot.
- Prix Gaudí 2010 : Meilleur film européen pour Dany Boon, Franck Magnier, Alexandre Charlot, Hirsch Productions, Pathé Renn Productions, TF1 Films Production, Les Productions du Ch'Timi et le C.R.R.A.V. Nord Pas de Calais
- Prix Goya 2010 : Meilleur film européen pour Dany Boon.

### Polémique sur les César
À la suite de l'annonce des nominations pour la 34e cérémonie des César, qui ne citaient qu'une seule fois son film à succès, Dany Boon avait annoncé qu’il n'assisterait pas à la cérémonie, mettant en avant le peu d'intérêt qu'ont les Césars pour les comédies : « Il n'y a qu'à regarder cette année, il n'y a que deux nominations pour des comédies, sur 100 nominations. Je ne trouve pas ça normal et je dis que je n'ai pas ma place dans une soirée qui boycotte, elle, les comédies ». L'animateur Laurent Delmas sur France Inter critique la déclaration de Boon ainsi que tous les journaux qui se sont émus de cette sous-représentation, reprochant un discours populiste incarné par le raisonnement que la qualité de l'œuvre se corrèle au nombre d'entrées.
Ayant proposé la création d'un César de la meilleure comédie, le réalisateur avait ensuite renoncé à son boycott après qu'Alain Terzian, président de l'Académie des arts et techniques du cinéma qui organise les Césars, lui a annoncé que la création éventuelle d'une telle récompense serait discutée au sein de l'Académie. Dany Boon apparaît durant la cérémonie pour remettre le César du meilleur premier film. La participation de Dany Boon lors de la cérémonie a finalement été d'autant plus remarquée que, vêtu d'un bas de jogging orange, il a mis en scène cette polémique en prétendant, sur le ton de la dérision, que tout cela était en fait une idée de buzz imaginé par Jacques Séguéla.
Le 7 octobre 2009, Alain Rocca, trésorier de l'Académie des arts et techniques du cinéma, affirme au quotidien belge Le Soir que l'Académie a réfléchi à propos de son désintérêt apparent pour le cinéma de divertissement et a donc décidé de créer un César du box-office, dont le premier serait remis par Dany Boon lui-même lors de la cérémonie des César 2010. Néanmoins, l'Académie se ravise un mois plus tard lors de la publication d'un communiqué laconique : « Aucune des propositions étudiées n'ayant été retenue, le Conseil a décidé à l'unanimité de ne pas modifier le nombre et le mode d'attribution des vingt trophées pour la Cérémonie 2010 », décision qui implique de facto l'abandon de la nouvelle récompense pourtant annoncée un mois auparavant.
À partir de 2013, Dany Boon débat avec l'Académie pour mettre au point un nouveau prix prenant mieux en compte l'accueil du public,. Un César du public est finalement créé pour les César 2018, cette nouvelle récompense distinguant la production française ayant fait le plus d'entrées l'année précédant la cérémonie,. Le premier vainqueur est Dany Boon lui-même pour Raid dingue,, quand son film ne fut nommé dans aucune autre catégorie.

## Autour du film
La sortie du film a déclenché un véritable effet de mode sur la culture du Nord que les journalistes qualifient de « ch'timania » voire de « ch'timifolie ». Le film a en tout cas eu une certaine influence dans plusieurs domaines, parfois à court terme seulement.

### Impact économique du film

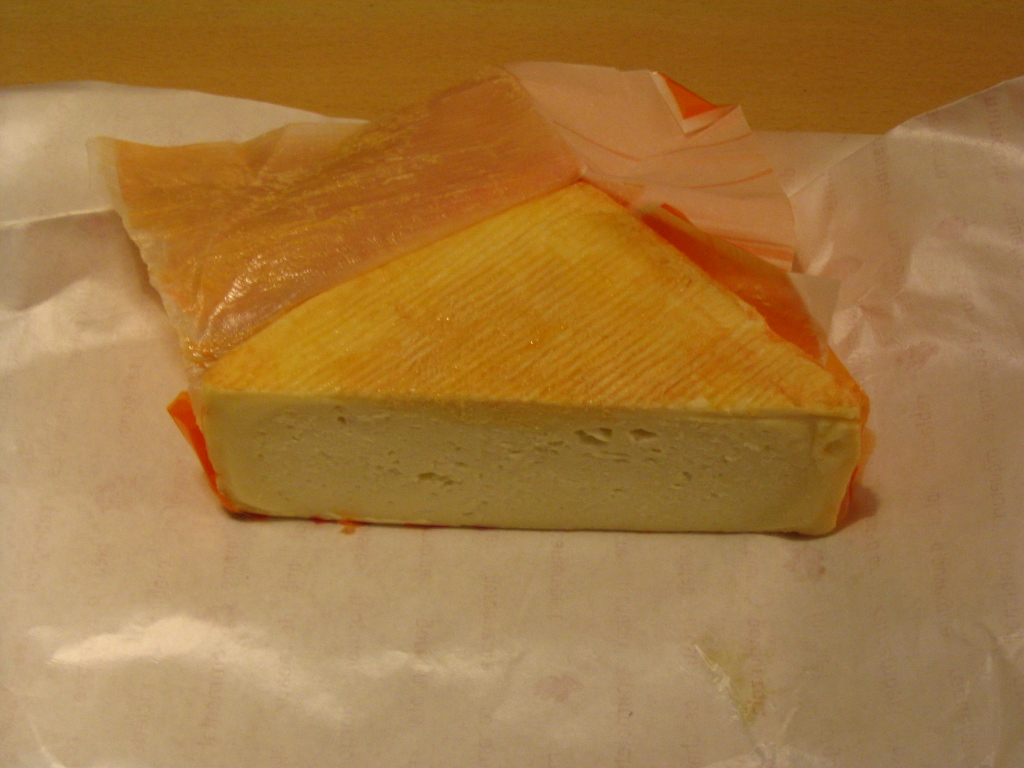
Le maroilles, une autre « star » du film.

Depuis la sortie du film, la ville de Bergues a connu un véritable essor touristique à tel point qu'un circuit proposant de revivre les coulisses de son tournage, le « Ch'ti tour », a été mis en place dès mars 2008 par Marc Bourel, vice-président de l'Office de tourisme des Hauts-de-Flandres, et Jacques Martel, carillonneur de la ville, durant lequel un guide touristique fait revivre des scènes du film,. Même si la ville accueillait déjà 25 000 touristes par an, une telle affluence en dehors de la saison touristique est exceptionnelle et certains commerces affichent une hausse de +30 % de leur chiffre d'affaires. Ainsi, entre 2007 et 2008, c'est le double de touristes qui est venu. En février 2008, le site officiel de la ville a connu une augmentation de la fréquentation de 203 % par rapport au mois de janvier. Également grâce au film, la région Nord-Pas-de-Calais a connu une bonne fréquentation touristique pour l'été 2008. On compte entre 3 et 5 % de nuitées de plus qu'en 2007. Le film contribue à la médiatisation de la réhabilitation de la friche de la cité des électriciens (où est filmée la scène de la visite du coron) à Bruay-la-Buissière, inaugurée en mai 2019 et constituant l'un des cinq grands sites emblématiques de la mémoire minière du Nord-Pas-de-Calais.
Avec le tourisme, début avril 2008, les producteurs de maroilles, le fromage « star » du film, annoncent une augmentation des ventes de 20 à 30 %. N'ayant pas anticipé cet engouement, plusieurs producteurs et revendeurs ont vite été en rupture de stock, la période d'affinage étant importante. D'autres fromages du Nord, comme le vieux-lille, bénéficient également de cet engouement inhabituel. Autre emblème du film, la baraque à frites « Chez Momo », a permis de faire décoller les ventes de baraques à frites partout en France. La bière Ch'ti, qui avait accepté de fournir des éléments du décor au film, a aussi largement profité de l'énorme succès du film, avec une demande de référencement par la plupart des sociétés de grande distribution françaises.
D'abord réticent, Dany Boon a annoncé qu'il allait faire du marchandisage caritatif en sortant des produits dérivés du film, tels que des mugs, des tee-shirts (en partenariat avec la marque LeGallodrome notamment), assiettes, boîtes à « hein ! » (sur le même principe que les boîtes à meuh). Dany Boon a exigé que tous les bénéfices soient reversés à la fondation Ch'tis Fonds qui redistribue l'argent à des associations caritatives et sociales actives dans le Nord-Pas-de-Calais. Par ailleurs, Lansay a édité en 2008 des cartes à jouer et un jeu de société, dérivés du film Bienvenue chez les Ch'tis. Grâce à la vente des produits dérivés du film, le « Ch'ti Fonds », créé par Dany Boon et Pathé, et géré par la Fondation de France, récolte un million d'euro en 2011.
Voulant surfer sur la vague populaire à propos des Ch'tis, d'autres produits dérivés, comme des sonneries de portable ou un service en ligne permettant de traduire un site Internet en ch'ti, ont également fait leur apparition après la sortie du film. Prenant le train en marche, diverses sociétés et même des particuliers ont été nombreux à déposer à l'INPI des marques faisant référence à l'univers du film et aux expressions qu'il a popularisées.
En musique, un pastiche de musique tecktonik en ch'ti, Hé, Biloute ! Monte l'son ! Hein ! de Ch'ti DJ, est sorti le 7 avril 2008 et a caracolé en tête des ventes de single en France pendant une semaine. Le succès du film a aussi donné des idées à certains éditeurs. Par exemple, Scali publie début mai 2008 Les Ch'tis, on va ch'tout vous dire de l'historienne Claire L'Hoër, avec une caricature de Dany Boon en couverture (la première version de la couverture était une réplique de la baraque à frites du film).

### Finale de la Coupe de la Ligue 2008

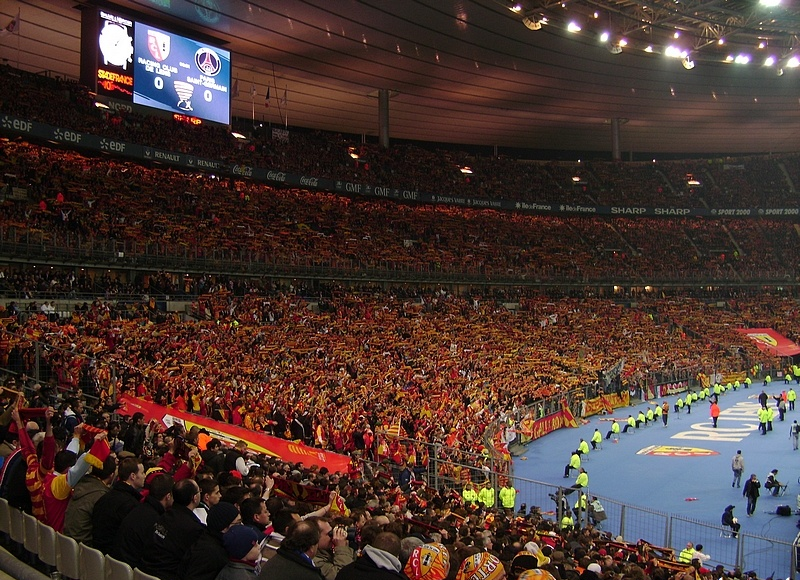
Public lensois durant la finale de la Coupe de la ligue 2008 au Stade de France.

Quelques semaines après la sortie du film, la finale de la Coupe de la Ligue française de football 2007-2008 voit s'affronter les équipes du Racing Club de Lens (véritable guest-star du film) et du Paris Saint-Germain (PSG) au Stade de France. Des supporters du PSG y déploient une banderole indiquant « Pédophiles, chômeurs, consanguins : bienvenue chez les Ch'tis », rapidement surnommée « la banderole de la honte », par la presse française. Plusieurs personnes s'en indignent et des plaintes sont déposées de la part de la FFF, de la LFP, des deux clubs et du député-maire de Lens Guy Delcourt,. Le 30 avril 2008, le PSG est condamné par la LFP à l'exclusion de la Coupe de la Ligue française de football 2008-2009. Le club de football de Paris est ensuite à nouveau autorisé à jouer la coupe de la Ligue 2009 après un passage au Tribunal Administratif de Paris.
En réponse, le 5 avril 2008, un millier de supporters des rugbymen de l'USAP, qui se rendent en Angleterre pour le quart de finale de la H-Cup contre les London Irish, y déploient une autre banderole indiquant « L'USAP avec les Ch'tis », affichant ainsi une solidarité entre les clubs perpignanais et lensois qui partagent les mêmes couleurs « sang et or ». Le même jour, la Brigade Sud-Nice, groupe de supporters de l'OGC Nice, fait également un clin d'œil à cette affaire lors du match de Ligue 1 contre Lille, en faisant de l'autodérision sur une banderole indiquant : « Escrocs, Mafieux, Putes, Camés, Messieurs les Ch'tis, bienvenue à Nice ».
Les réflexions politiques et sportives dégagées après la rencontre sont parfois dénoncées. Pour Le 10 Sport la banderole est « l'événement footballistique qui a fait réagir en 2008 le plus de gens qui n'y connaissent rien au ballon rond ». Un site sur le Paris Saint-Germain explique qu'une banderole sur Pape Diouf déployée face à l'Olympique de Marseille en décembre 2008 par des supporters de l'Olympique lyonnais — indiquant « Pape Diouf, tes initiales te vont si bien ! » — est « passée quasiment comme une lettre à la poste » et crie à l'anti-parisianisme à l'envers de la banderole anti-ch'ti. L'historienne Elise Ovart-Baratte estime par ailleurs que cet incident est un exemple des clichés négatifs qui sont relayés par le film.

### Projection à l'Élysée
Le film a fait l'objet d'une projection privée au palais de l'Élysée le 15 avril 2008 à 19 h. Ce n'est que la troisième fois que ce type de projection privée y est organisée. Georges Pompidou avait fait aménager la salle de projection de l'Élysée afin de visionner La Grande Vadrouille, puis Jacques Chirac en 2001 y avait vu Le Fabuleux Destin d'Amélie Poulain. Bienvenue chez les Ch'tis a été projeté en présence de Dany Boon, du président Nicolas Sarkozy et de Carla Bruni, ainsi que de deux ministres « ch'tis » du gouvernement, Jean-Louis Borloo et Valérie Létard.

### Médias
Le succès ch’ti n'a pas seulement eu une visibilité dans les salles de cinéma. La France a pu également le découvrir grâce aux médias qui ne se sont pas contentés de la promotion habituellement accordée aux films dans diverses émissions. Ils se sont en effet emparé du phénomène, notamment à la télévision.
Pour célébrer l'immense succès de Bienvenue chez les Ch'tis, Michel Denisot céda sa place de présentateur du Grand Journal de Canal+ à Dany Boon et son équipe, le temps de la 700e émission, le 10 avril 2008. Cette invitation était partie d'un pari lancé le 21 février 2008 lors de la promotion du film : si le nombre d'entrées dépassait les 6 millions, le comédien et humoriste aurait en charge le choix des invités de l'émission qu'il animerait. Pour annoncer la nouvelle, Canal+ avait envoyé un communiqué de presse en ch'ti[réf. nécessaire]. Cette soirée remporta une forte audience, proche des records réalisés pendant la campagne présidentielle française. La première partie a réalisé 9,7 % de la part de marché avec 1,7 million de téléspectateurs et la seconde, 2,2 millions de téléspectateurs, soit 9,6 % de part de marché ; la fin de l'émission a été suivie par 4 millions de téléspectateurs.
Pour rendre hommage au record d'entrées du 6 avril, la radio RTL proposait une journée « spéciale Ch'tis » le 9 avril 2008, avec la présence de Dany Boon et d'une ambiance nordiste dans plusieurs émissions de la radio.
Sur TF1, en hommage au film que la chaîne a coproduit, le jeu 1 contre 100 a fait jouer des personnes de la région Nord-Pas-de-Calais du 21 au 25 avril et Qui veut gagner des millions ? recevait les acteurs du film dans une émission qui a par la suite été proposée en bonus dans le DVD du film ; l'émission de Jean-Pierre Foucault obtint 36,7 % de part de marché lors de sa diffusion, avec 7,61 millions de téléspectateurs. M6 a aussi mis les Berguois à l'honneur en proposant, du 23 au 27 juin, des épisodes d'Un dîner presque parfait avec uniquement des habitants de Bergues. Cette semaine spéciale ramena sur cet horaire jusqu'à 2,2 millions de téléspectateurs. Quelques mois auparavant, le 1er avril 2008, dans le journal local et national de M6, il était annoncé que la déesse de la Grand'Place de Lille serait remplacée par une statue de Dany Boon. Il s'agissait d'un poisson d'avril.
La Voix du Nord, quotidien régional du Nord-Pas-de-Calais, avait organisé, le vendredi 30 mai 2008, une soirée sur la Grand'Place de Lille avec les principaux acteurs du film. Huit mille personnes avaient fait le déplacement pour voir Dany Boon et le reste de l'équipe du film. Le même soir, une émission de TF1, Nord / Sud, le grand match, opposant des personnalités du Nord et du Sud de la France, était diffusée en prime time ; Dany Boon et Kad Merad y participaient en duplex depuis la soirée organisée à Lille. L'émission fut suivie par 5,8 millions de téléspectateurs.
Malgré l'audience importante de ces émissions, un sondage a montré par la suite que 62 % des Français considéraient que les médias avaient « trop parlé » du film.
En 2010, la chaîne RTL-TVI diffusait en Belgique une soirée spéciale dédiée au film et aux Ch'tis, incluant la diffusion du film, une émission, Le phénomène Ch'tis, animée par Sandrine Corman depuis Bergues, et un documentaire au sujet des Ch'tis, Planète Ch'tis. L'émission évoquait le tournage et le succès du film mais aussi la célébrité dont bénéficie Bergues depuis. Alors que le film battit des records d'audience avec 67,1 %, l'émission qui le précédait obtenait une part de marché de 46,7 %, et le documentaire, diffusé après le film, 38,5 %. Sur l'ensemble de la soirée, RTL-TVI réussissait une moyenne de 48 % de part d'audience.

### Parodies
Le succès du film a donné lieu à des parodies et détournements. Pendant toute la durée du Festival de Cannes 2008, Les Guignols de l'info ont fait référence au film en parodiant en ch'ti les films ayant obtenu la Palme d'or les années précédentes. La marionnette de Michel Denisot disait comme un leit-motiv que plus rien ne se passait à Cannes, mais plutôt dans le nord de la France, justifiant la présence d'un envoyé spécial à « Bergueswood ».
En 2008, est sorti en sex shop un film pornographique parodique tourné en partie à Bergues, Bienvenue chez les ch’tites coquines (sous-titré : Sortez vos biloutes !),, qui raconte l'histoire d'un couple venu en vacances à Bergues. Ce film, réalisé par Fabien Lafait, a également eu du succès, à tel point que le DVD fut rapidement en rupture de stock dans certains sex-shops du Nord. Dany Boon a ensuite évoqué ce film dans son spectacle Trop stylé. Une suite, Bienvenue chez les ch'tites coquines 2, a également été produite en 2009.

### Popularité du mot «biloute»
D'après un article du Parisien, le mot « biloute » était pressenti pour entrer dans les éditions 2009 des dictionnaires de langue française tant son emploi s'est répandu partout en France. Le mot peut signifier « mon gars » ou encore « petite bite ». Malgré cette dernière signification, ce terme n'est pas utilisé de façon insultante mais au contraire comme marque d'affection.

### Adaptations

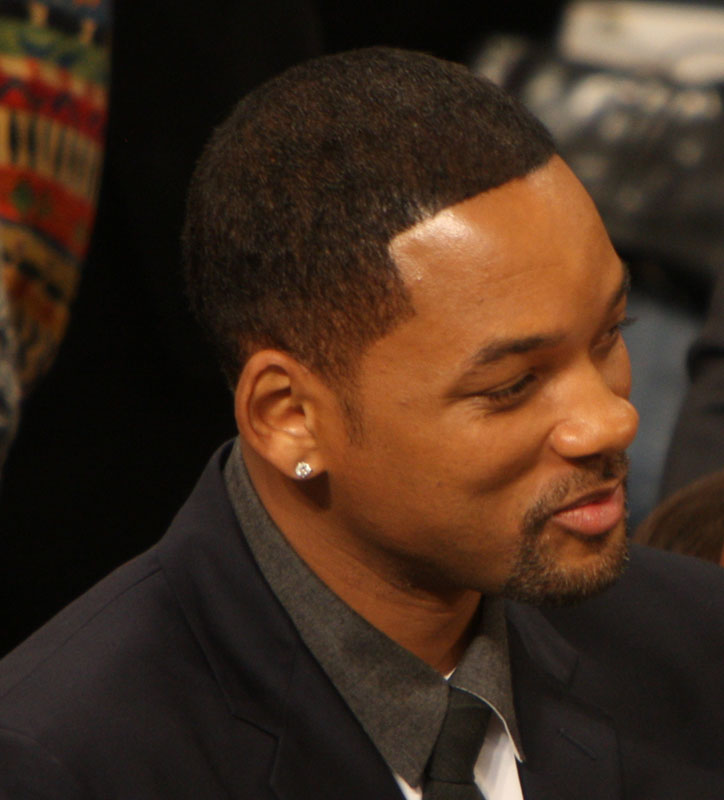
Will Smith aurait dû produire le remake américain, mais faute de bon scénario, Dany Boon l'annule.

Pour les adaptations parodiques, voir plus haut « Parodies »

#### Cinéma
Dès début avril 2008, la possibilité d'un remake américain avait été annoncée mais Pathé avait d'abord préféré faire monter les enchères en se réjouissant : « pour une fois que les Américains se disputent un scénario français ! ». Lors du Festival de Cannes 2008, Dany Boon confirme que Bienvenue chez les Ch'tis devrait être adapté à la fois aux États-Unis et en Italie.
Pour les États-Unis, Warner Bros. et Overbrook Entertainment, la société de l'acteur Will Smith, ont acquis auprès de Pathé International les droits d'adaptation du film. Produit par Will Smith, Ken Stovitz et James Lassiter et rebaptisé Welcome to the Sticks (qu'il est possible de traduire par « Bienvenue chez les Ploucs » ou « Bienvenue à la cambrousse »), il raconterait l'histoire d'un personnage travaillant dans une multinationale qui souhaite se faire muter à Hawaï et qui se retrouve muté à la « cambrousse », où il trouve finalement tout ce qui lui manquait,. L'action ne se passerait pas au Texas, comme l'aurait voulu Dany Boon, mais à la frontière canadienne et plus précisément dans le Dakota du Nord. Pour le rôle de Kad Merad, Steve Carell serait pressenti par Will Smith. Cependant le projet a pris du retard car Dany Boon a refusé trois scénarios d'adaptation proposés par Will Smith et la Warner, puis est finalement annulé à la rentrée 2012 suivant les mêmes motifs.
En revanche, l'adaptation voit bien le jour en Italie : avec un budget de 4,5 millions d'euros, elle est intitulée Benvenuti al Sud et produite par Medusa Film, qui distribue déjà le film de Dany Boon dans ce pays. À l'inverse du film de Dany Boon, il s'agit d'un Milanais qui quitte le Nord de l'Italie lorsqu'il est muté dans le Sud. Comme pour les autres films, il part avec des préjugés sur les régions du Sud italien. Dans le rôle du postier muté, appelé Alberto, le réalisateur Luca Miniero a choisi Claudio Bisio. Ce film, sorti le 1er octobre 2010 en Italie, rapporte quatre millions d'euros en un week-end avec en moyenne 7 128 spectateurs par salle. Le film est un immense succès en Italie avec 5 millions d'entrées, ce qui fait de lui le dixième film du box-office italien depuis le 1er août 1997 pour ce qui est du nombre d'entrées et le quatrième pour les recettes. Le film sort également en France le 24 novembre 2010. Benvenuti al Sud donne aussi naissance à une suite, Benvenuti al Nord, sortie le 18 janvier 2012 en Italie ; le film réalise un des meilleurs démarrages de l'histoire en Italie, avec 12,2 millions d'euros et 1,8 million d'entrées les cinq premiers jours. Le box-office final en Italie est de 27,2 millions d'euros.
Une version de fansub chinois du film Bienvenue chez les Ch’tis (Boon 2008), a été réalisée par le groupe YYeTs en 2013 à partir d’une ressource en ligne.

#### Jeu vidéo
Le film a également été adapté deux fois en jeu vidéo sur diverses plates-formes,.
Fin septembre 2008, Anuman Interactive édite un jeu de gestion sur PC intitulé Les Ch'tis au camping. Ce jeu est un simple remake du jeu Camping Tycoon sorti en 2006, replacé dans l'univers du film dont il s'inspire. Jeuxvideo.com ouvre sa critique en statuant : « Compte rendu d'une catastrophe ». Le site rajoute que le jeu datant de quelques années, il ne peut faire face à la concurrence et que son gameplay « pauvre », « est plombé par une traduction des textes en ch'ti ». Le site conclut sévèrement sa critique par « C'est tout simplement honteux de nous ressortir le même titre qu'il y a deux ans, surtout si la principale innovation réside dans une pseudo-traduction ch'ti qui va compliquer la vie du joueur plus qu'autre chose ».
Un autre jeu, intitulé Bienvenue chez les Ch'tis, le jeu est édité sur PC, Nintendo DS et Wii, versions respectivement sorties les 29 octobre, 31 octobre et 19 novembre 2008. Le jeu prend la forme d'un jeu de plateau où il s'agit de distribuer le plus rapidement possible le courrier attribué. Les cases du plateau alternent entre mini-jeux ainsi qu'un quiz sur le film et la thématique du Nord. Ce qui se rapproche d'un party game. Ce jeu est déconseillé aux enfants de moins de sept ans pour la version PC, tandis qu'il est classé comme « tous publics » pour les versions DS et Wii. L'accueil critique du jeu est très mauvais sur les sites spécialisés : la version Wii, par exemple, a obtenu une note générale de 1/10 sur Gamekult, de 3/20 sur Jeuxactu.com et de 1/5 sur Micromania. Jeux vidéo Magazine, qui teste la version Wii, lui donne la note de sept sur vingt. Le magazine estime que ce jeu est réservé aux plus jeunes ou aux collectionneurs des produits dérivés du film, en rappelant qu'« il existe [des jeux] beaucoup mieux dans le genre sur la console ». Jeuxvideo.com n'a pas noté la version Wii mais a par exemple attribué une note de 1/20 pour la version DS, un testeur déclara « Ceci n'est pas un jeu vidéo, c'est un jeu flash du début des années 2000 ». Les nombreux tests font état de nombreux bugs, des graphismes dépassés ainsi que des mini-jeux simplistes.

#### Bande dessinée
Le 29 octobre 2008, une adaptation en bande dessinée a été mise en vente. Fidèle au film, elle est dessinée par le Nantais Frédéric Coicault et scénarisée par Pierre Veys. L'intégralité des profits doit être cédée à des associations caritatives, notamment la Fondation de France. L'album sort le même jour que le DVD du film.

## Sorties internationales
| - Pays : - Luxembourg : 28 février 2008 - Royaume-Uni : 1er avril 2008 - Irlande : 7 avril 2008 - Pologne : 6 juin 2008 - Suisse alémanique : 26 juin 2008 - Australie : 4 septembre 2008 - Pays-Bas : 11 septembre 2008 - Portugal : 18 septembre 2008 - Liban : 25 septembre 2008 - Singapour : 9 octobre 2008 - Allemagne : 30 octobre 2008 - Italie : 31 octobre 2008 - Suisse italienne : 31 octobre 2008 - Autriche : 14 novembre 2008 - Espagne : 9 janvier 2009 - Canada (Colombie-Britannique) : 23 janvier 2009 - Nouvelle-Zélande : 12 février 2009 - Israël : 19 février 2009 - Grèce : 16 avril 2009 - Hongrie : 30 avril 2009 - Danemark : 12 juin 2009 - Croatie : 25 juin 2009 - Afrique du Sud : 26 juin 2009 - Norvège : 3 juillet 2009 - Hong Kong : 10 septembre 2009 - Argentine : 15 octobre 2009 - Chili : 11 mars 2010 - Brésil : 9 avril 2010 - Russie et Communauté des États indépendants : 6 mai 2010 - Ukraine : 20 janvier 2011 | - Traductions du titre : - (ca) Benvinguts al nord - (da) Velkommen til Ch'tis - (de) Willkommen bei den Sch’tis - (el) Είναι τρελοί αυτοί οι Βόρειοι - (en) Welcome to the Land of the Ch'tis (ancien nom) - (en) Welcome to the Sticks (nouveau nom, utilisé pour le marché du film au Festival de Cannes 2008) - (es) Bienvenidos al norte (Bienvenue au (ou dans le) Nord, Espagne) - (es) Bienvenidos al País de la Locura (Bienvenue au Pays de la Folie, Argentine) - (hu) Isten hozott az Isten háta mögött - (it) Giù al nord - (no) Velkommen til Shti'ene - (pl) Jeszcze dalej niż Północ - (pt) Bem-vindo ao Norte (Bienvenue au (ou dans le) Nord, Portugal) - (pt) A Riviera Não é Aqui (La Riviera n'est pas ici, Brésil) - (ru) Бобро поржаловать (Bobro porjalovat’, jeu de sonorités sur Dobro pojalovat’, qui signifie "bienvenue" en russe et dans plusieurs autres langues slaves) |